# スターティング・ハンドル

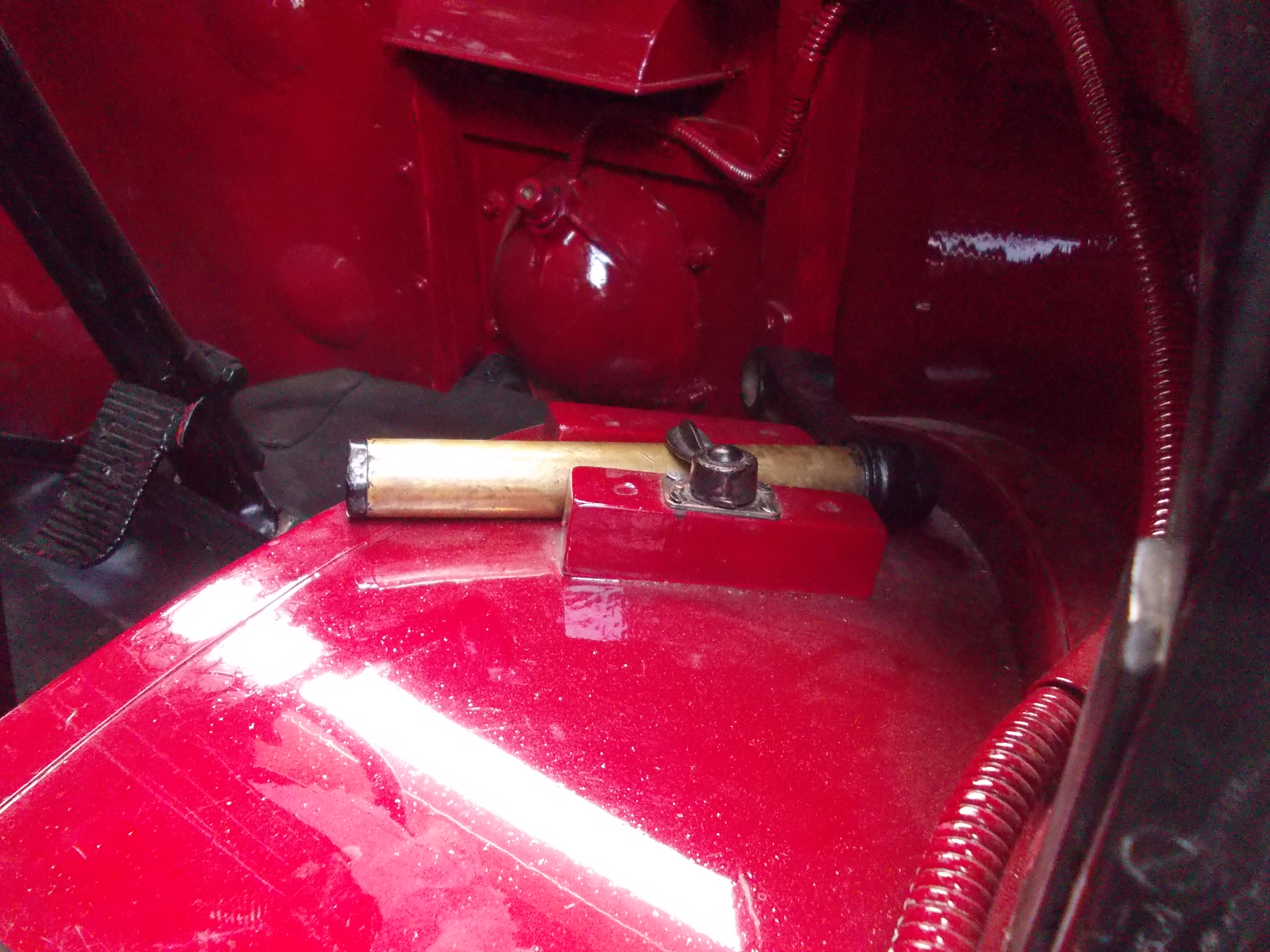
1948年式ブリティッシュ・ユナイテッド・トラクション(BUT)・9641T(ロンドン交通博物館所蔵)のエンジン・ルームに収められたスターティング・ハンドル。

スターティング・ハンドル (英: starting handle) は、運転者が腕の力を使って内燃機関を始動するための機構であり、エンジンのクランクシャフトを手回しするためのクランク型の金属棒(ハンドル)そのものを示す用語でもある。主に自動車エンジンで用いられていた機構であるが、小型船舶、第二次世界大戦前後の戦車や航空機用レシプロエンジンでも用いられていた。
英語圏ではハンド・クランク(英: hand crankやクランキング・ハンドル(英: cranking handle)、日本では単にクランク棒と呼ばれる場合もあり、旧日本軍などでの日本語訳としては始動転把(しどうてんぱ)という名称が用いられた。
なお、スターター・ハンドル(英: starter handle)と呼ばれる場合もあるが、この呼称は今日では小型の汎用エンジンの始動装置である、リコイル・スターターの構成部品(ロープの先端に取り付けられたT字型の握把)を示す場合の方が多い事に留意されたい。

## 概要

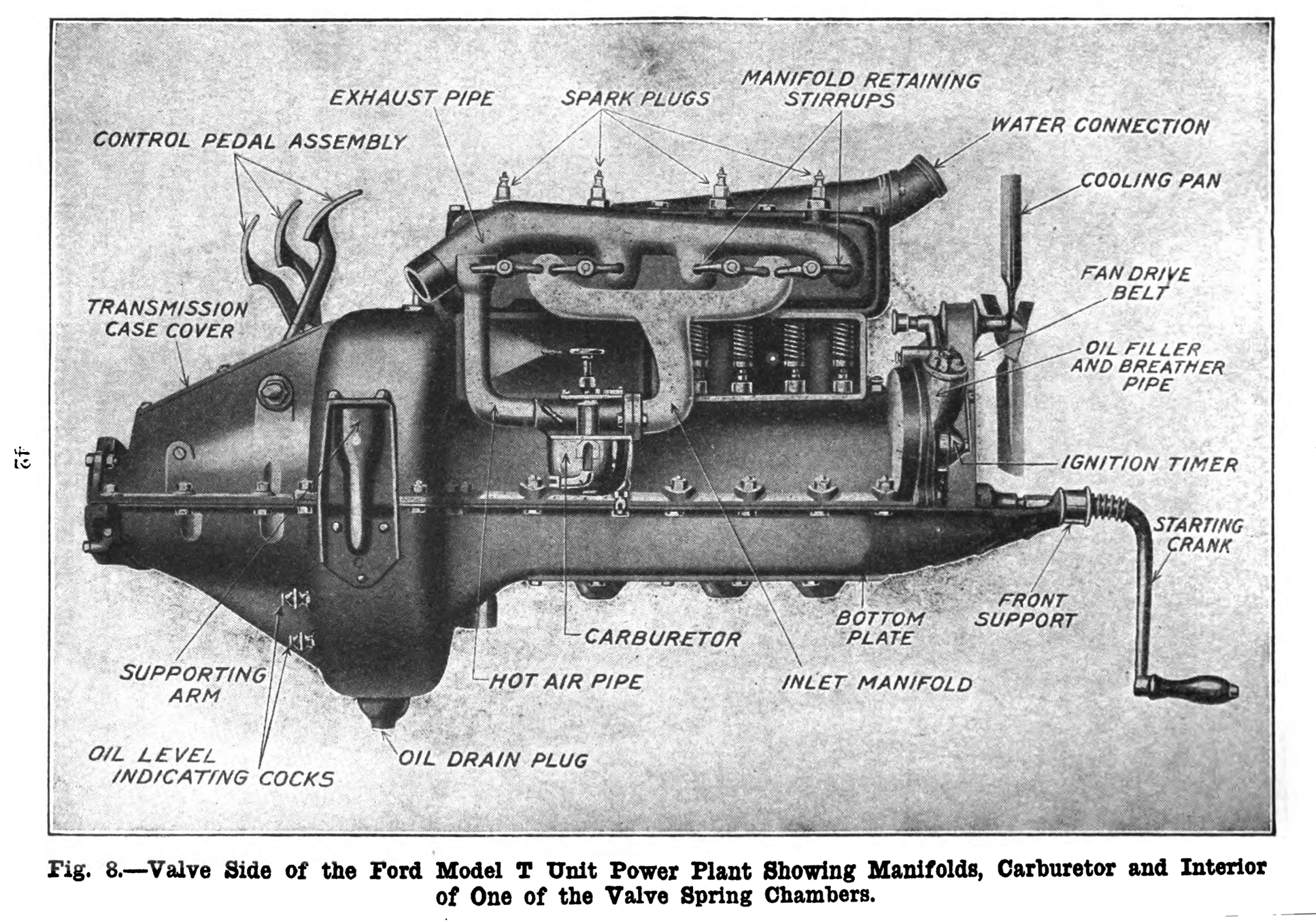
1917年式フォード・モデルTのエンジンの模式図。スターティング・ハンドルはクランクケースと一体化した台座に取り付けられ、コイルばねによりスターター・ドッグから引き離すばね圧力が常時掛けられている。

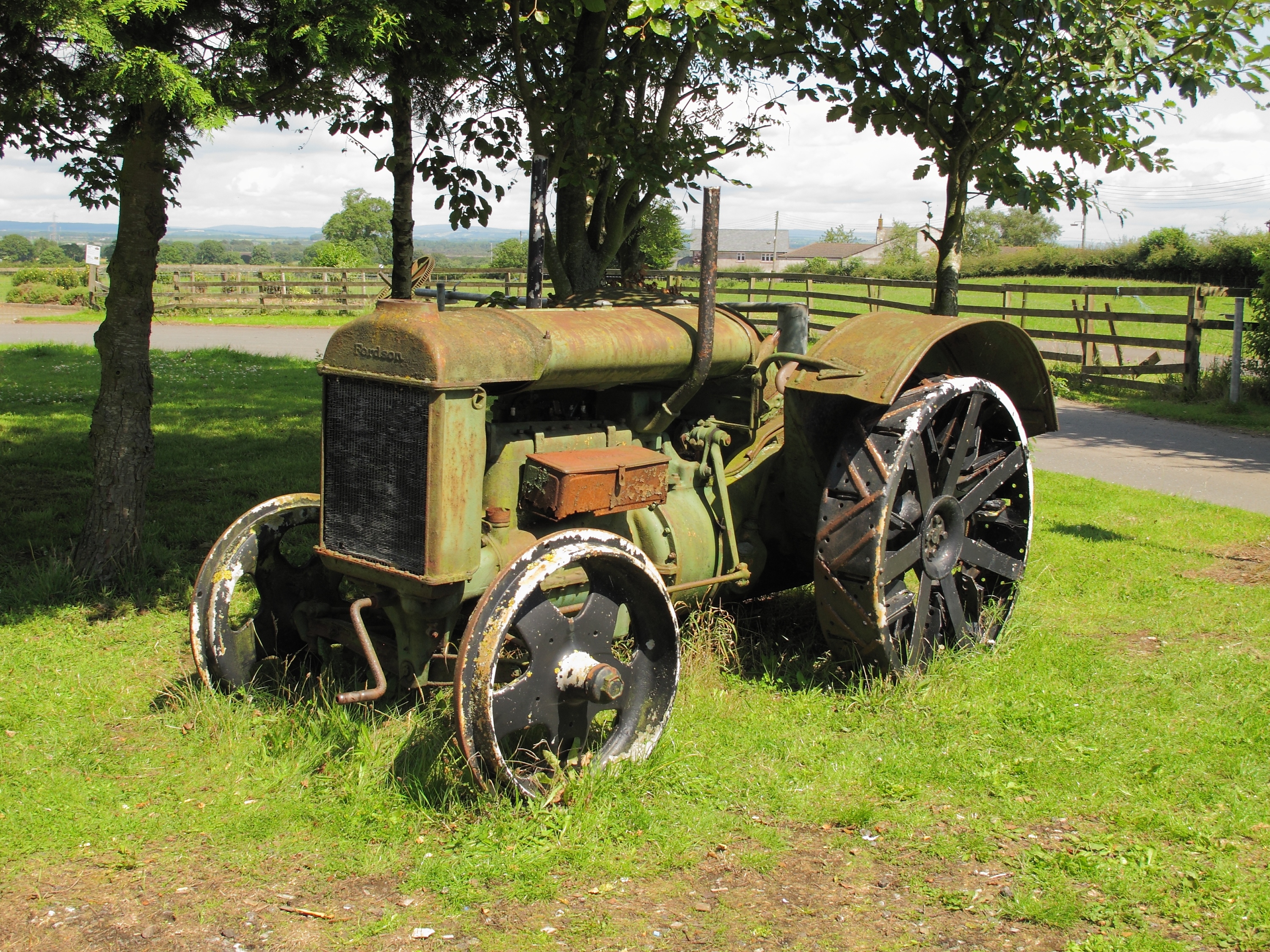
スターティング・ハンドルの一例、フォードソン製トラクター(スコットランド、A74(M74)自動車道のグレトナ・グリーン・サービスエリア所蔵)

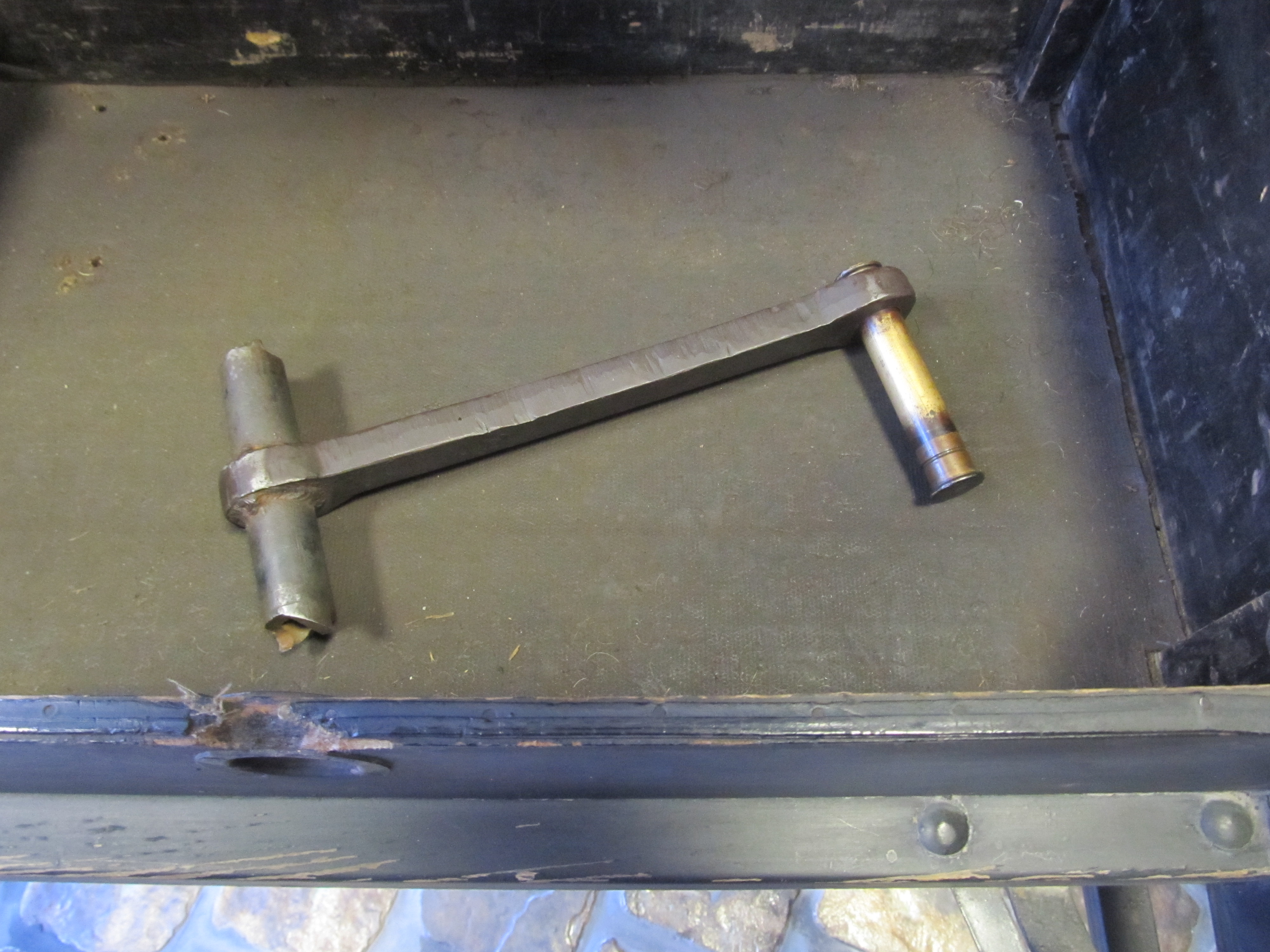
1908年式ホルスマンハイ・ホイーラーのスターティング・ハンドル。ハンドル側の噛み合い部にもドッグクラッチを用いている例。

スターティング・ハンドルは、エンジンのクランクシャフトの先端にクランク型の棒を差し込み、クランクシャフトを直接回転させることでエンジンを始動させる、人力のエンジン始動装置である。人力による始動という意味ではオートバイにおけるキック・スターターと同じだが、キック・スターターはエンジンに固定されたペダルである事がほとんどで、その操作を足で行うのに対して、スターティング・ハンドルはその操作を腕で行う。
スターティング・ハンドルの実装形態は、1920年代前後は車体やエンジンなどに固定装備として取り付けられており、フロントグリルに常時ぶら下がった形態であったが、1930年代に入るころには着脱式となり、ホイールナットレンチ等の車載工具と共に(あるいはホイールナットレンチやジャッキハンドルとの共用部品として)車両に備え付けられる予備装備となっていった。日本車では、1965年前後頃まではスターティング・ハンドルが車載工具として備え付けられていた例が多かったが、1970年代には姿を消していった。農業用トラクターなどでは、カー・ウインドウの窓ガラスを手動操作するレギュレータ・ハンドルに似た、ごく短いスターティング・ハンドルが用いられている事が多かったが、変わったところではポーランドのウルスス・ファクトリー製トラクターは、ステアリング・ホイールをコラムシャフトごと車体から引き抜いてスターティング・ハンドルとしても利用するという形態が採られていた。
腕力による始動という意味では汎用エンジンにおけるリコイル・スターターと同じだが、リコイル・スターターはクランクを回転させるために紐を用いており、プーリーを介することで1回の始動操作でエンジンの出力軸が数回転するように回転力が増速されているが、スターティング・ハンドルは多くの場合クランクシャフトと等速回転しかしないため、エンジンが始動しにくい場合、オペレーターはハンドルを何回転も回し続けなければならない。
スターティング・ハンドルとクランクシャフトの連結部には、噛み合いクラッチ機構が用いられており、一般的にはスターティング・ハンドルの軸先端に横棒を差し込んでT型とし、クランクシャフトの末端にコの字型の切り込みを入れて先端同士を噛み合わせる事で駆動力の伝達を行っている場合が多い。

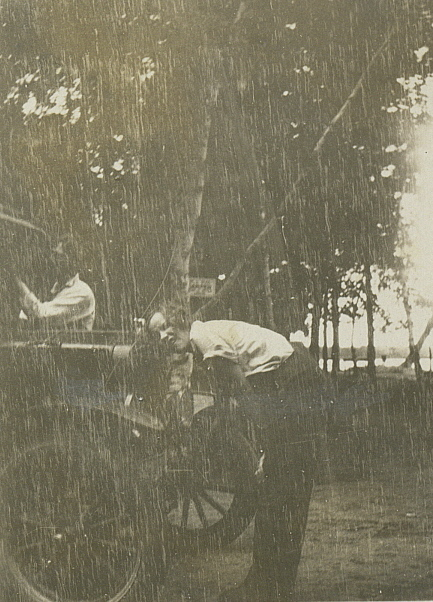
大雨の中、スターティング・ハンドルでのエンジン始動を試みる女性(1926年8月撮影)。スターティング・ハンドルでの始動は、腕力の弱い女性にとっては大変な危険を伴う重作業であった。

通常、クランクシャフトの先端にはクランク・プーリーが取り付けられている事が多いため、プーリーの固定ボルトをスターティング・ハンドルの差込口付きのボルトに交換することでスターティング・ハンドルでの始動機能が実装される。こうしたエンジン側の受け口は、スターター・ドッグ(英: starter dog)や、スターター・ジョー(英: starter jaw)などの名称で呼ばれている。スターター・ドッグの前方にラジエーターやバンパーが存在する場合は、スターティング・ハンドルが差し込める穴が予め開けられている必要もある。
なお、ねじ式ジャッキも同じような形状のハンドル・バーを用いているものが多いが、スターティング・ハンドルはねじ式ジャッキと異なり、コの字型の切り込みが螺旋を描くように刻まれている(スパイラル・ポジティブ・クラッチ)。これは、スターティング・ハンドルで回転出来る方向を1方向に制限して、クランクシャフトが逆に回転する事を予防するフールプルーフの効果と、エンジンの始動に成功してクランクシャフトがスターティング・ハンドルよりも高速で回転し始めたとき、自動的に噛み合いが外れて共回りする事を防ぐワンウェイクラッチとしての効果を持たされている。スターティング・ハンドル、クランクシャフト双方の先端をドッグクラッチ形状とする場合もあるが、この場合も双方の噛合部は螺旋形状とする事で、ワンウェイクラッチとしての効果を持たされている。
1910年代頃の自動車では、スターティング・ハンドルでのエンジン始動には運転席でチョーク弁やアクセルペダルを微調整する運転手の他に、スターティング・ハンドルを回す作業員の2名の人員が要求された。この作業員は運転助手(うんてんじょしゅ)と呼ばれており、運転助手が座っていた座席は助手席、運転助手がスターティング・ハンドルを回す際に着用した厚手の手袋を入れていた小物入れはグローブボックスとして、今日の自動車にもその名を残している。なお、運転助手は基本的に腕力が強い事が要求されたため、運転助手に女性はほとんど存在しなかったとされる。

### 利点と欠点

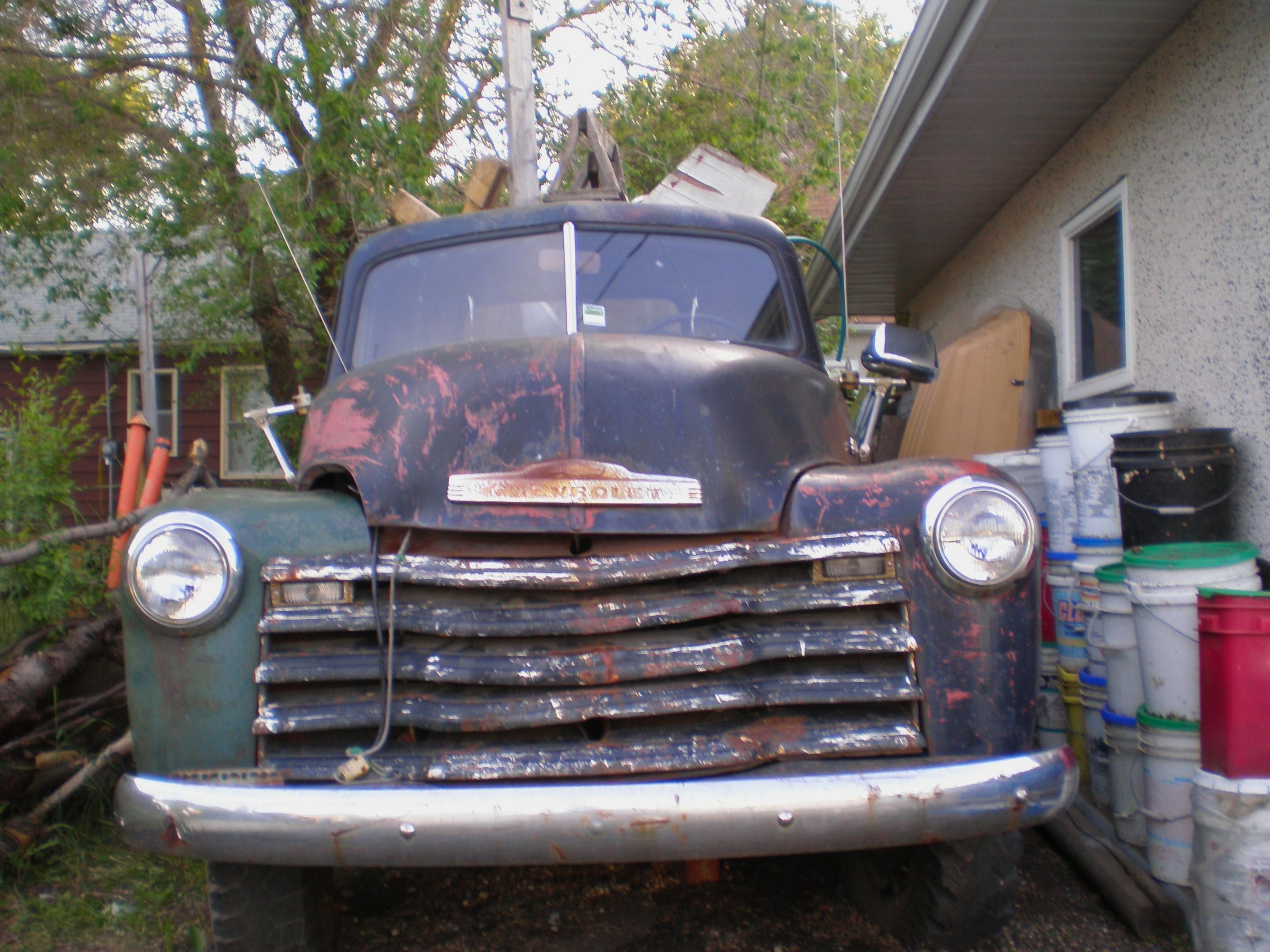
1951年式シボレー・アドバンス・デザイン・1屯積ダンプトラック。フロントグリルにスターティング・ハンドルを通す穴が開けられている。

スターティング・ハンドルはキック・スターターと同じように、作動に電力が必要なセルモーターとは異なり、人力のみで始動操作を行なうことができた。このため、点火プラグへの給電を鉛蓄電池に頼らないマグネトー方式を採用するエンジンであれば、バッテリーを搭載しないことも可能であり、キャパシター・ディスチャージド・イグニッション (CDI) のようにバッテリーを用いる点火装置でも、スターティング・ハンドルのみを装備してバッテリーの容量（重量）を必要最小限にすることも可能であった。また、セルモーターとスターティング・ハンドルの両方を装備していれば、万一セルモーターが作動しない場合の予備として、スターティング・ハンドルを使うこともできた。
しかし、スターティング・ハンドルはキック・スターターとは異なり、1911年にチャールズ・ケタリングとヘンリー・リーランドのデイトン・エンジニアリング・ラボラトリーズ社（現・デルコ・エレクトロニクス）によって、実用的なセルモーターの米国特許を取得され、1912年式のキャデラック・モデル30に採用されて以降、始動装置としては急速に廃れていってしまった。フォード・モデルTは1919年式まではスターティング・ハンドルのみを搭載していたが、1920年式でセルモーターが初めて標準装備され、米国以外でも主要な大衆車は概ね1920年代中にはセルモーターの標準装備を完了した。
1914年にセルモーターの自製に成功したボッシュによる解説では、1910年代後半よりセルモーターの開発や標準装備が急がれた要因の一つとして、欧米における自動車所有の傾向が大衆化し、お抱え運転手や運転助手の存在が必須であるショーファー・ドリブン・カーではなく、オーナー自らが一人で運転するドライバーズ・カーの需要が高まる中で、運転助手を雇えないオーナーの多くが「自力でエンジンを始動できない」トラブルに悩まされていた事例を挙げている。
 
しかし、初期のセルモーターは消費電力や回転トルクといった性能面での信頼性が十分ではなかったため、1940年代まではスターティング・ハンドルが予備装備として車両に備え付けられて販売される事が珍しくなかったが、第二次世界大戦後の大衆車ではフォルクスワーゲン・タイプ1は1950年式でスターティング・ハンドルの予備装備を廃止し、ルノー・4は1972年式にはバンパーからスターティング・ハンドルの差し込み穴が無くなっていた。ヒルマン・インプは1976年、シトロエン・2CVは1990年の生産終了までスターティング・ハンドルを搭載し続けた。横置きエンジンのBMC・ミニの場合、メーカーはスターティング・ハンドルでの始動を想定していなかったが、1960年代当時のイギリスは市井で販売されるバッテリーの品質があまり高くなかったため、複数のカー用品のサードパーティーがミニにスターティング・ハンドルでの始動を可能にするためのカスタムパーツを販売していたが、どの国の大衆車でも概ね1960年代を境にスターティング・ハンドルでの始動は車の機能から省略されていった。

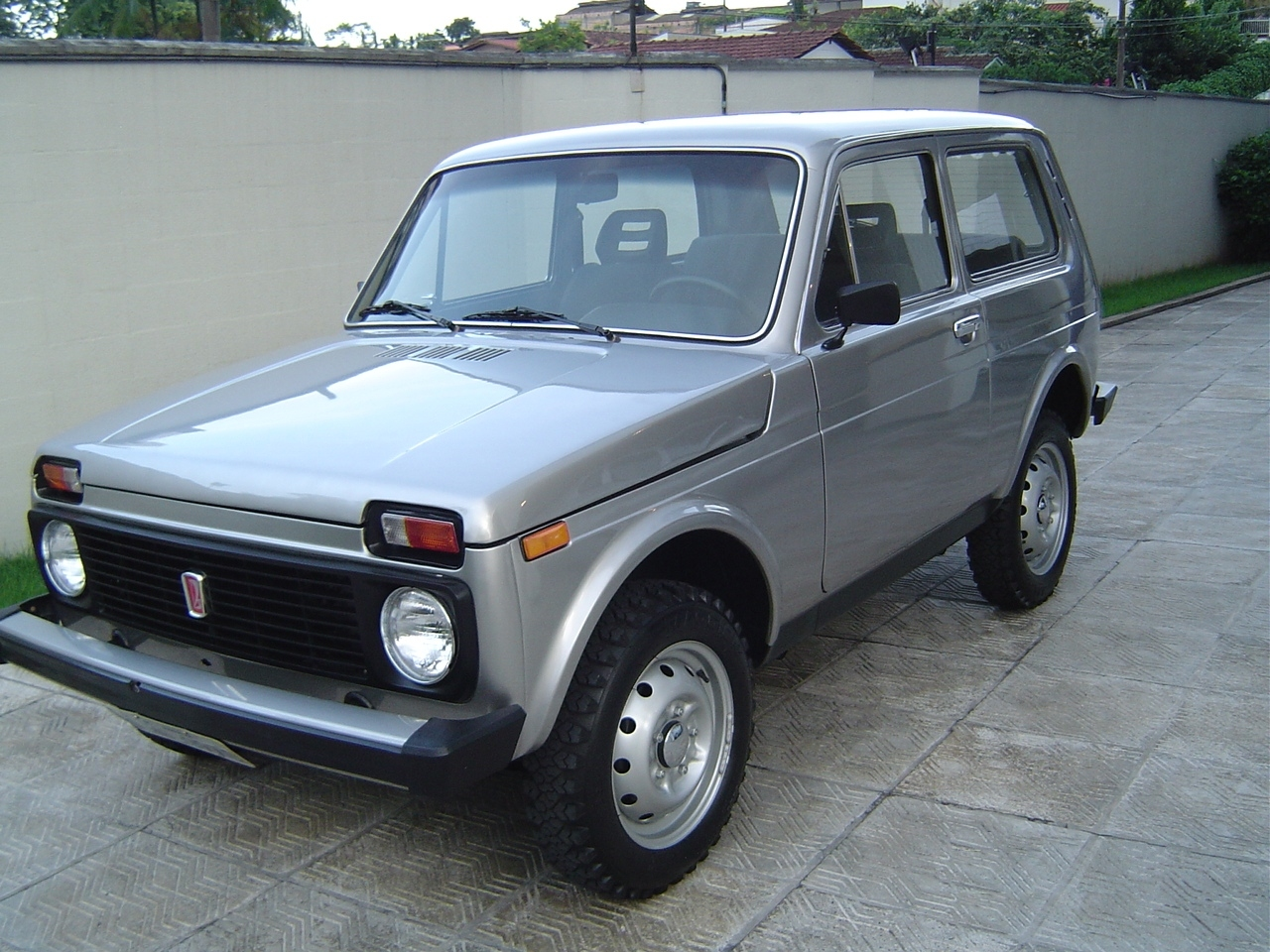
1991年式ラーダ・ニーヴァ(VAZ-2121)。バンパーとフロントフェイスにスターティング・ハンドルを通す為の穴が設けられている。1600ccのニーヴァはVAZ-2101、VAZ-2103、VAZ-2106などと共通のスターター・ドッグを持ち、極寒のシベリアでもスターティング・ハンドルを用いて始動が可能であった。

それでも、オフロードや極寒冷地などの特殊な環境における最後の始動方法としてスターティング・ハンドルの予備搭載が継続された例もあり、レンジローバー・クラシックは1986年式まで、三菱・ジープは1998年の生産終了までバンパーにスターティング・ハンドルの穴が残されていた。シベリアでの使用を想定されたラーダ・ニーヴァは、1600ccキャブレターエンジンが廃止される1993年式までは、極寒冷下におけるスターティング・ハンドルでの始動要領が取扱説明書に明記されており、その後少なくとも1999年式まではバンパーにスターティング・ハンドルの穴が残されており、キャブレター車であればスターティング・ハンドルでの始動が可能であった。
スターティング・ハンドルが予備装備としても備え付けられなくなった理由としては、セルモーターなどの電装系の信頼性が向上した事以上に、時には死亡事故に発展しかねないほどの重大な危険性が存在した事が挙げられる。歴史上の人物では、バイロン・J・カーターがスターティング・ハンドルでのエンジン始動に失敗した事による負傷が原因で死亡した人物として著名である。
スターティング・ハンドルでの始動操作（後述）の際、勢いが不足してハンドルが中途半端な位置で止まると、ピストンが圧縮上死点を越えられず、それまでの圧縮力が逆作用してクランクシャフトが逆転し、その力でスターティング・ハンドルが勢いよく逆回転する現象が起こる
。これを俗に「ケッチン」「キックバック(Kick-back)」などと呼び、圧縮比が高いエンジンや、気筒あたりの排気量が比較的大きいエンジンほど、始動に要する腕力も強いことが要求され、同時にキックバック発生の危険性も高くなる。
スターティング・ハンドルにはスパイラル・ポジティブ・クラッチ構造が備えられており、エンジンが始動して従動軸側に当たるクランクシャフトの回転速度が駆動軸側に当たるスターティング・ハンドルの回転速度を越えると自動的に両者の噛み合いが外れるようになっているが、ひとたびキックバックが発生してクランクシャフトが逆回転を起こすと、駆動軸と従動軸が逆になるためにスターティング・ハンドルの手動回転速度がクランクシャフトの回転速度を上回らなければ、両者の噛み合いが外れなくなってしまう。その為、多くの場合スターティング・ハンドルはクランクシャフトとの噛み合いが外れないまま高速で撥ね上げられ、オペレーターの上半身に衝突する事で骨折や脱臼などを含む重大な傷害を引き起こすことになる。
前腕の橈骨を骨折する様態の一つである「橈骨茎状突起骨折」は、別名「ショーファー骨折」とも呼ばれるが、これは交通事故の際にステアリング・ホイールのキックバックによるものの他、スターティング・ハンドルによる始動の際のキックバックも主要な原因の一つであった事に由来する。上腕の骨折、橈骨遠位端骨折(手首骨折)や、肩関節脱臼などもスターティング・ハンドルでの典型的な負傷の一つであった。
また、スターティング・ハンドルを握る際に親指をハンドル・バーに掛けるように握ると、キックバックの際に親指が外側に強く引かれてしまうため、母指MP関節靱帯損傷、所謂スキーヤーズ・サムを引き起こしやすくなる。これを防ぐためには、親指をスターティング・ハンドルに掛けずに握る、所謂モンキー・グリップを励行する必要もあった。
通常、点火時期は始動時には圧縮上死点付近かそれよりもやや遅らせ気味にする(遅角させる)事が多く、フォード・モデルA (1927)などの戦前の自動車や、農業用トラクターなどでは、手動で点火時期を調整できる機構が備えられたりしていたが、こうした手動進角機構の操作ミスやディストリビューターやマグネトーのガバナーの故障、あるいは整備士の点火時期の調整ミスや経年使用に伴う調整の狂いなどで、点火時期が上死点より大きく早まった(進角した)ままの状態でピストンが圧縮上死点を越え損ねると、圧縮圧力の反発に加えて点火プラグの火花によって圧縮されていた混合気に引火してしまい、瞬間的に「エンジンの逆回転」が発生することで、スターティング・ハンドルの撥ね上がりがさらに高速になり、キックバックによる傷害がより深刻なものとなる場合もあった。これを防ぐため、戦前の自動車の中には点火時期を正しく遅角させた状態でなければ、スターティング・ハンドルを車体に差し込む事が出来ない安全機構が備えられている車種も存在していた。

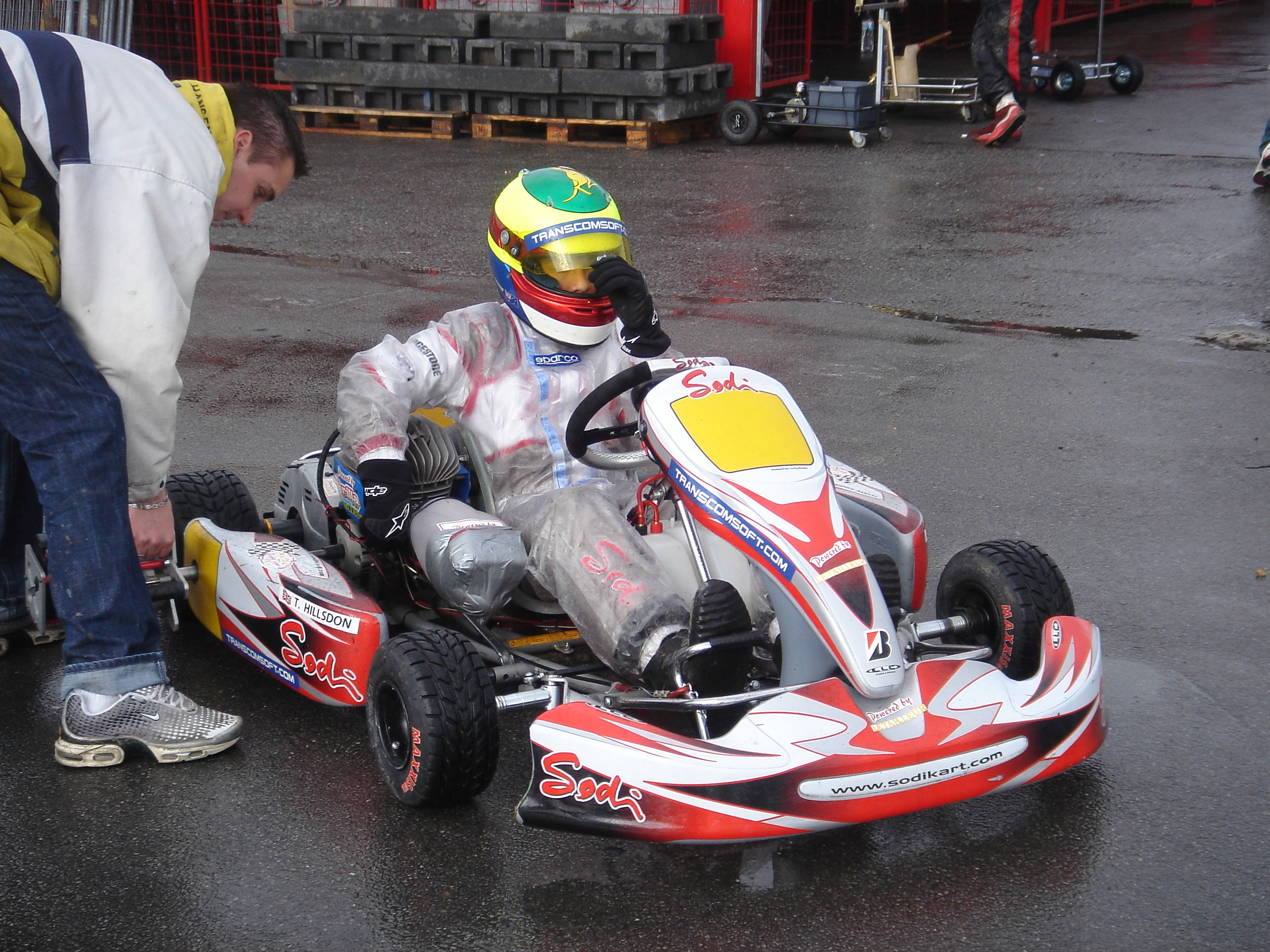
レーシングカートのエンジン始動(2007年)。レーシングカーの中にはセルモーターを持たない構造も見受けられるが、今日ではそのほとんどが写真のような手持ち式のセルモーターで始動を行う。

なお、エンジン構造の特性上、キックバックに起因するエンジンの逆回転が1回転だけで終わらず、所定の停止操作を行うまで逆回転状態が継続し続ける事がある。機械式噴射ポンプのディーゼルエンジンや、リードバルブを吸気弁に持つ形式の2ストローク機関などが当てはまり、スターティング・ハンドルによるキックバックが発生した際の危険度が非常に大きい。このような形式のエンジンで、もしもスターティング・ハンドルでの始動中に逆回転状態でエンジンが始動してしまうと、スターティング・ハンドルとクランクシャフトの連結が外れないまま、ハンドルが高速で逆回転し続けることとなる。
圧縮比が非常に高い大型ディーゼルエンジンを搭載した車両では、スターティング・ハンドルによる人力での始動は大変な難作業であった為、小型のガソリンエンジンの力を用いてクランクシャフトを回転させる、航空機におけるハックス・スターター(後述)に類似した始動装置も用いられた。
また、フォーミュラ1やインディ・カーなどのフォーミュラ・カー、レーシング・カートなどのモータースポーツ用エンジンでは、軽量化の為にセルモーターが搭載されておらず、クランク・プーリーなどにスターター・ドッグが取り付けられている場合があるが、非常に高い圧縮比の為にスターティング・ハンドルによる人力での始動作業は現実的ではない事から、手持ち式のセルモーターを用いて始動を行っている。エンスージアストによるDIYやレストアでは、このレース用の手持ち式セルモーターの概念を応用して、スターティング・ハンドルの代わりに電動式ドリルやスクリュー・ガンを用いてエンジンの始動を行う例も見受けられる。
エンスージアストによる工作事例では、航空機などで用いられていた慣性始動装置(後述)を手持ち式として複製し、シトロエン・11CVトラクシオン・アバンのスターター・ドッグに噛み合わせて始動装置として用いている例もある。

## 軍事

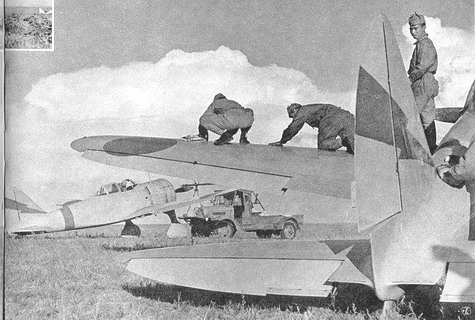
支那事変下の帝國陸軍の97式戦闘機と発動機始動車(1938年)。ハックス・スターターはスターティング・ハンドルでの始動をそのまま補助エンジンやパワー・テイクオフ(PTO)で行う機構に置き換えたものであるが、運用可能な場所が限定されていることが欠点でもあった。

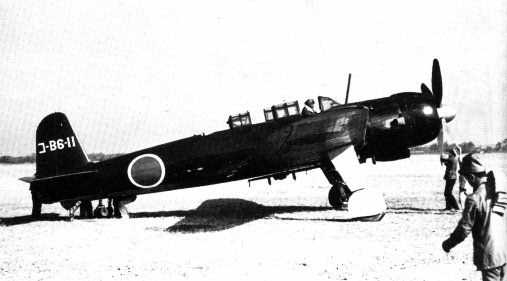
天山一二型試作機(B6N2)のプロペラを手で回転させる帝國海軍の地上要員。イナーシャ・スターターによるエンジン始動の予備動作であると同時に、下部シリンダーへのオイル滞留によりクランクシャフトが流体固着現象を起こしていないかを確認する意味もあった。

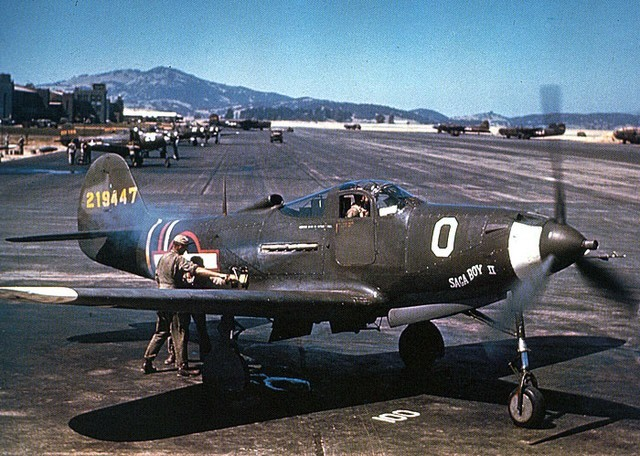
ベル・P-39 エアラコブラ「サーガ・ボーイ II号」(アメリカ陸軍航空軍第357戦闘航空群所属機)のアリソン・V-1710エンジンをイナーシャ・ハンドルで始動を試みる2名の整備兵(1943年、ハミルトン陸軍飛行場)。P-39は既に旧式化していた機体であったが、英軍が開発した後述の始動補助機器の他、様々な冬季始動用の補助装備が備えられていた。

軍事用途で用いられる航空機や軍用車両では、第二次世界大戦前後までスターティング・ハンドルを用いて始動を行うレシプロエンジンが多く見られた。
ガソリンを燃料とするレシプロエンジンの航空機の場合、第一次世界大戦前後までは地上要員が手で直接プロペラを放り上げるように回転させたり、スターティング・ハンドルで直接エンジンのクランクシャフトを回転させて始動を行っていたが、多気筒化や大排気量化が進んだことにより、人力では直接クランクシャフトを回転させる事が難しくなってきたため、別の小型ガソリンエンジンの動力を用いてプロペラのスピナーを回転させる、ハックス・スターターが用いられるようになった。旧日本軍では大日本帝國陸軍のみが導入し、発動機始動車(はつどうきしどうしゃ)と呼んでいた。
しかし、ハックス・スターターは多くの場合トラックなどの比較的大型の貨物車両に搭載して運用する形態が採られたため、広大な敷地を持ち、周辺道路などのインフラストラクチャーがある程度以上整備された陸上の飛行場以外では運用が困難であるという問題も抱えていた。これは、元より車両を置くだけの余剰空間が期待できない海軍の航空母艦の他、陸軍が侵攻した敵地(とりわけ山間部)や海兵隊が上陸占拠した離島など、周辺の交通事情が必ずしも良好とは言えないような場所の、比較的平坦な地形に急造された飛行場などで航空機を運用せざるを得なくなった場合に大きな問題となったため、1926年にアメリカ合衆国のエクリプス・マシーン・カンパニーにより、フライホイール(はずみ車)の遠心力を利用して回転力を増幅させる、慣性始動機(かんせいしどうき、イナーシャ・スターター、英: inertia starter)が発明された。
慣性始動機は人力による回転力を遊星歯車機構とはずみ車を用いて200倍程度に増速させ、スターター・クラッチを介してエンジンのクランクシャフトに伝達する事で始動を行う機構で、この慣性起動機を人力で回転させる際にスターティング・ハンドルに極めて類似したハンド・クランク(イナーシャ・ハンドル)が用いられた。慣性始動機は作動に電力や燃料を用いないため、兵站が劣悪な敵地においても人員さえいればエンジンの始動が可能である点が評価され、戦間期には大日本帝國やナチス・ドイツを初め、世界の列強国の多くでライセンス生産が行われた。
帝國陸軍の一式戦闘機や大日本帝國海軍の零式艦上戦闘機を例に取ると、整備兵などの地上要員はまず手でプロペラをゆっくり回転させる事でクランクシャフトを数回手動回転させ、エンジン内の油圧を高める。油圧の上昇により十分な圧縮圧力が得られたところで、地上要員数名でイナーシャ・ハンドルを用いて慣性始動機を全力で手動回転(概ね毎分80-100回転程度)させ、回転数が12,000rpm程度まで増速されたところで、操縦士(飛行兵)か地上要員のどちらかがスターター・クラッチを操作してクランクシャフトに慣性始動機からの回転力を伝達する事でエンジンの始動が行えた。実践では回転力が増速されてくると慣性始動機からサイレンに似た唸り音が上がり始めるため、この音を合図として整備兵は操縦士へ始動操作の号令を送ると同時にスターター・クラッチの連結を行い、操縦士は整備兵からの号令と同時に操縦席の始動押鋲(イグニッション・スイッチ)を押し込みながら点火開閉器のレバーを操作することでエンジンの始動が行えたのだが、地上要員によるスターター・クラッチの連結操作と操縦士のスイッチ操作のタイミングが適正でないと一発で始動を行うこと自体がなかなか難しかった。一応操縦席にもスターター・クラッチのレバーは付いていたが、操縦士は始動押鋲と点火開閉器の両方を操作する必要があった為、一人で始動操作を行うことも現実的ではない設計であったという。帝國陸軍の三式戦闘機では、慣性始動機を操作する地上要員は1人でも良くなり、必要な回転数も毎分20回転程度で済むようになっていたが、エンジンオイルの低温流動性が良くなかった事も相まって、学徒兵などの未成年男子にとっては始動作業は大変な重労働であった事が証言されている。
慣性始動機は航空機ばかりでなく、大型トラックなどの輸送車両や、戦車などの戦闘車両の大排気量ディーゼルエンジンの始動装置としても盛んに用いられており、有名なところではドイツ国防軍のV号戦車パンターやティーガーI、ティーガーIIなどでも用いられていたことが知られている。戦車の場合も、車体外部から整備兵や歩兵などの補助要員がイナーシャ・ハンドルで慣性始動機を勢いよく回転させ、唸り音を合図に操縦手(戦車兵)がスターター・クラッチとデコンプを操作して始動を行った。
しかし、慣性始動機は信頼性が高い反面、最低でも操縦士と地上要員1名の計2名の人員が必要となる事や、どんなに熟練した地上要員と操縦士の組み合わせでも、エンジンの始動完了まで最低でも20-30秒程度掛かるという即応性の低さが弱点でもあった。後年には電動機と組み合わされた電動慣性始動機(英: electric inertia starter)や、電動・手動併用型慣性始動機(英: combined inertia starter)なども実用化されており、メッサーシュミット Bf109やフォッケウルフ Fw190などにおいては、操縦士単独で始動出来るような仕組みとなっていった。電動慣性始動機における電動機はクランクシャフトを直接回す必要が無いため、セルモーターほど大きなトルクは必要なかったが、なまじ電動機出力が低い分、電動機単独での慣性始動機の完全なスピンアップには手動とさほど変わらない時間が必要であり、始動に要する人員が削減される以上の利点が存在しなかった。これらの欠点は対潜戦などにおける緊急発進が必要な護衛空母での航空機の運用や、襲撃機などの急襲が想定される地域での戦車部隊の展開の際に問題となった為、日本やナチス・ドイツなどの枢軸国が慣性始動機を広く採用した一方で、米国やイギリスなどの連合国では減速機を併用してのセルモーターの性能向上の他、即応性に特に優れたコフマン・エンジンスターターといった火薬式の始動装置を広く採用し、枢軸国を次第に圧倒していくようになった。
特にイギリス空軍では、第二次大戦初期の時点ではスーパーマリン スピットファイアの初期型を始めとする機体の多くが、機体のバッテリーのみでは冷間始動に必要なセルモーターの駆動力を得ることが難しい状況であったが、英軍は即応性に優れたセルモーターの利点を生かすために様々な手段を用いて始動性の向上の努力を行った。1937年、SAE Internationalの国際会議にてアメリカ人軍属により概念が発表されていた滑油希釈装置(英: oil-dilution system)を、カナダの民間航空会社であるカナディアン・エアウェイズでの冬季実証試験を経て空軍機にも導入。滑油希釈装置は冷間始動の時のみエンジンオイルに航空燃料を混和して低温流動性の改善を図るもので、エンジンが始動して油温が上昇すると混和された航空燃料が先に蒸発し、低下した粘度が元に戻るという仕組みを利用したものであったが、操作を誤ると過度の燃料希釈を引き起こしてエンジン内を異常摩耗させたり、双発機や四発機などに於いては、飛行中何らかの理由で一部のエンジンがストールを起こして再始動を図る際にエンジンの火災を誘発する危険性も存在するものであった。また、更なる寒冷下での始動性の向上対策の為、エンジンカウル内に強力な温風を送り込むサラマンダー・ヒーターを搭載したコマー・Q2ライトバンを除氷バン(英: De-icer van)として採用、最終的にはこれらと併用する形で手押し式の外部電源装置であるトロリー・アキュームレーター(英: Trolley accumulator)を機体に接続してセルモーターでの始動を補助(ジャンプ・スタート)した。エンジンの始動に外部デバイスを必須とする構成は運用面で種々の制約が生じるが、始動の即応性を重視した事による選択でもあった。英空軍は1944年に入るとイギリス車の1926年式ボクスホール・30-98で採用実績のあった手動式冷間始動用燃料噴射装置であるKi-Gassも導入、スターティング・ハンドルを用いた航空用エンジンの始動はイギリスでは過去のものとなっていった。
イギリスは多種多様な機材の開発でセルモーターでの始動の徹底を図ったが、ソビエト連邦では兵士達の個々の判断でエンジンオイル注入口から燃料を流し込み、エンジンルーム内に燃料を振り撒いて火を付けるという荒っぽい手法で、厳冬期におけるスターティング・ハンドルを用いたエンジンの始動性を担保していた。一方、満州国に展開した帝國陸軍飛行戦隊では、厳冬期の満州やシベリアでの展開に備え、星型エンジンのシリンダーをすっぽり被える構造の巨大なハクキンカイロを予熱機材として採用した。帝國陸軍の戦車もシベリアでの展開を見越して統制型一〇〇式発動機をはじめとする空冷ディーゼルエンジンを採用していた為、八九式中戦車の空冷ディーゼル搭載型の時点でセルモーターのみで十分始動が可能な状況となっており、スターティング・ハンドルの予備搭載も廃止されていたが、それでも北満州では厳冬期は車体の下に穴を掘ってエンジンの真下で焚き火を行わなければ冷間始動が困難であるという苦労を伴っていた。
なお、戦時体制下での市井の燃料不足に伴い、参戦国の多くで木炭自動車が製造されたが、日本ではこうした車両のエンジンの始動の際にもスターティング・ハンドルが用いられる事が殆どで、大戦後期になってくると青年学校などでの学校教練の一環として生徒や児童たちもスターティング・ハンドルでのエンジンの始動を練習したという証言も残されている。この教習を受けて修了証が交付されると、自動車学校での免許講習時間が半分になったため、当時の徴兵前の学生や青年の多くが受講したという。
帝國陸軍で用いられた軍用トラックも例外ではなく、九四式六輪自動貨車(後2軸駆動)や九五式小型乗用車(四輪駆動)など、多くの車両がスターティング・ハンドルを用いて始動を行っていた。戦後発足した陸上自衛隊では、帝國陸軍の軍用トラック技術から発展した六輪駆動トラックのいすゞ・TS/TWを1951年より採用したが 陸自のいすゞ製大型トラックも少なくとも1960年代初頭まではスターティング・ハンドルでの始動機能が実装されており、冬季や早朝の冷間始動に於いてはセルモーターでの始動が許可されず、部隊の自衛官が総出でスターティング・ハンドルを回して始動を行っていたという証言も残されている。

### 写真集

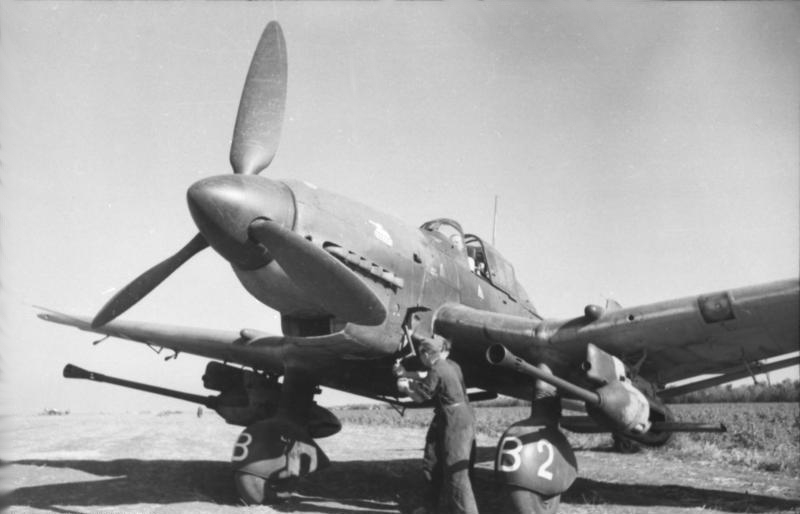
東部戦線にて、Ju 87 G シュトゥーカ(ハンス＝ウルリッヒ・ルーデル搭乗機、BK 3,7航空機関砲（英語版）搭載)のユンカース ユモ 210エンジンを、イナーシャ・ハンドルにて手動始動を試みる地上要員(1944年)。なお、Ju 87は電動・手動併用式慣性始動機を搭載していた[75]。
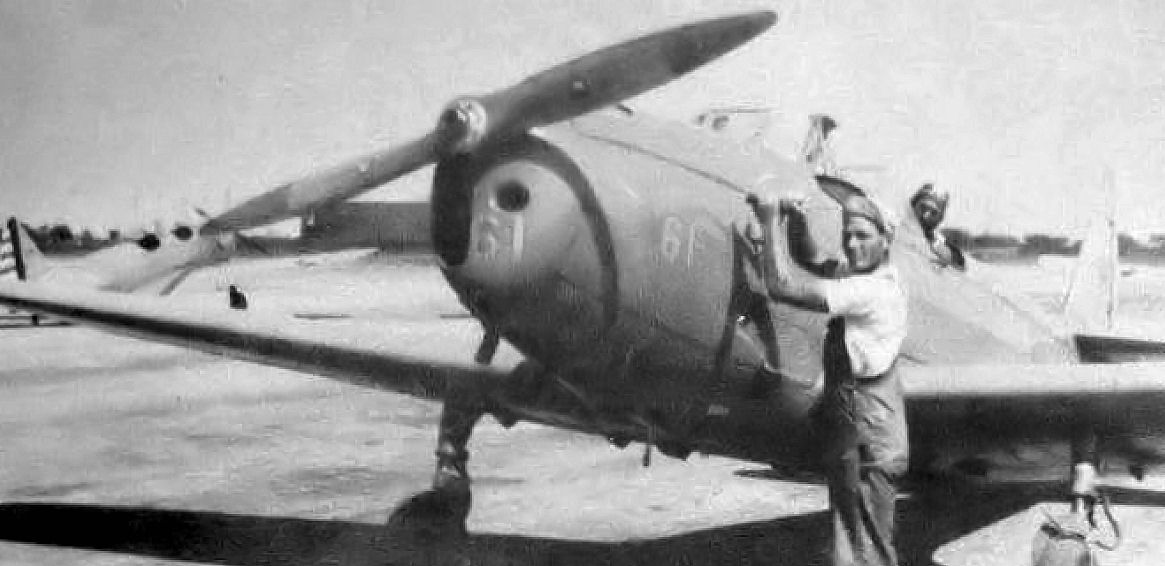
コーシカーナ市営空港（英語版）にて、フェアチャイルド・PT-19のレンジャー・L-440エンジン（英語版）を、スターティング・ハンドルにて手動始動を試みる地上要員(1943年)。なお、PT-19はスターティング・ハンドルでクランクを直接回す形式である[76]。
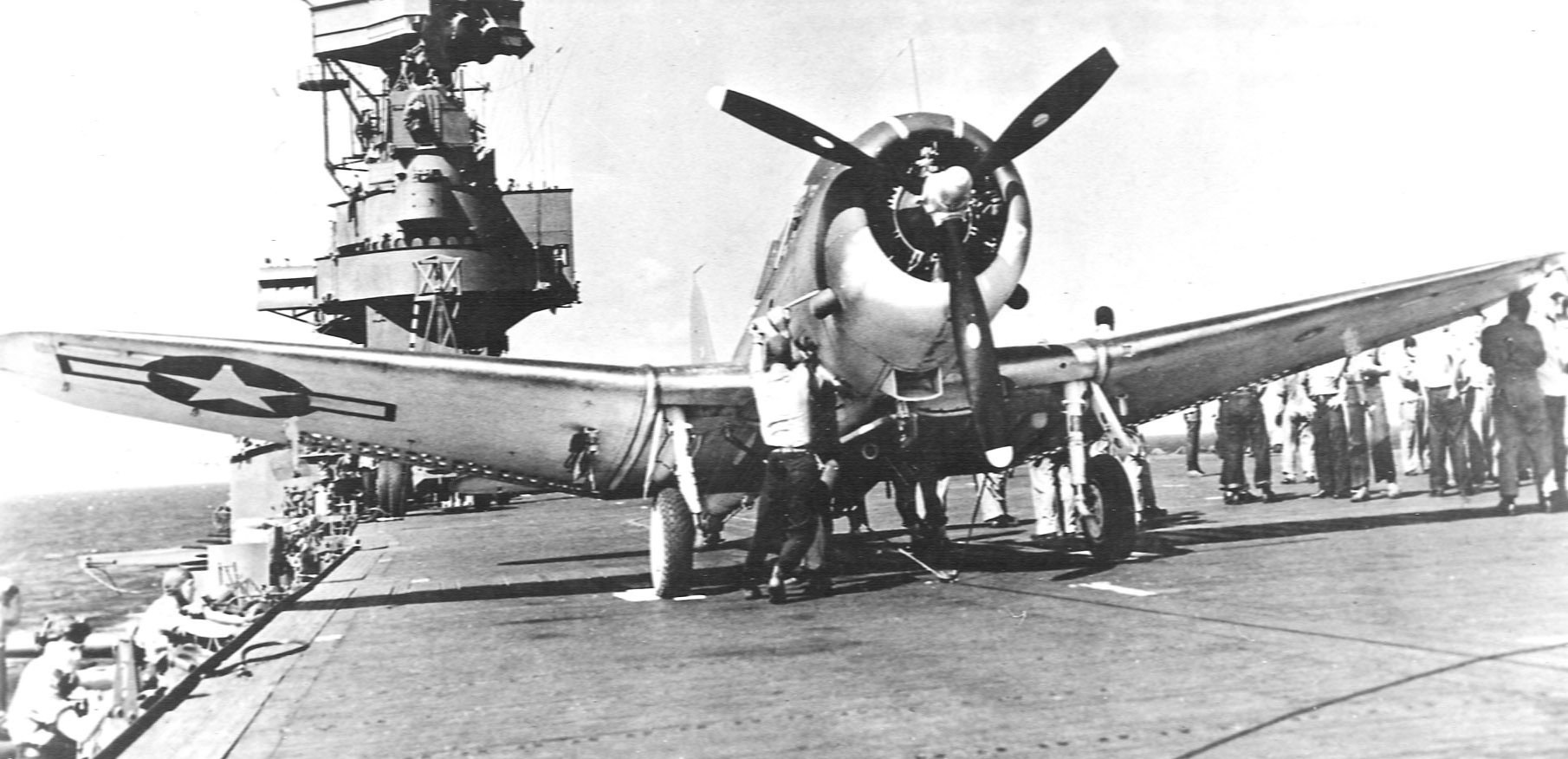
USS エンタープライズ (CV-6)艦上にて、SBD-5 ドーントレスのライト R-1820エンジンを、イナーシャ・ハンドルにて手動始動を試みる甲板要員(1944年)。なお、SBD ドーントレスは電動・手動併用式慣性始動機を搭載していた[77][78]。
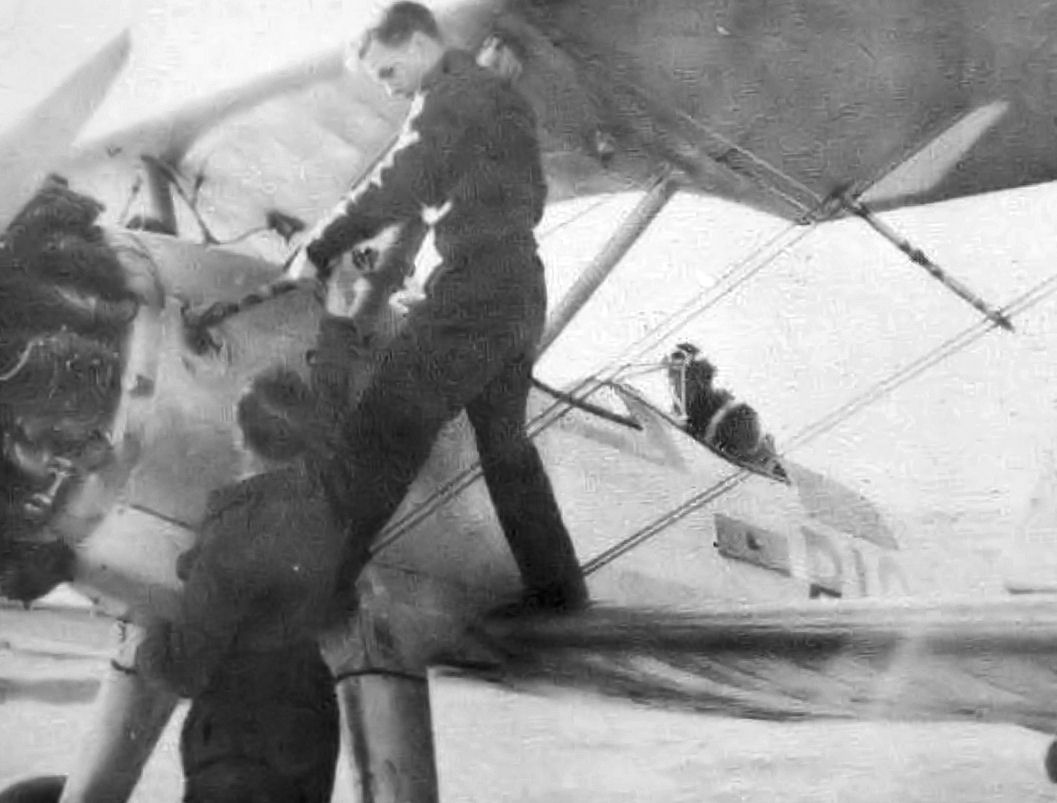
第1飛行訓練学校 (イギリス空軍)（英語版）にて、ボーイング・ステアマン モデル75のコンチネンタル・R-670エンジン（英語版）を、スターティング・ハンドルにて手動始動を試みる地上要員(1943年)。
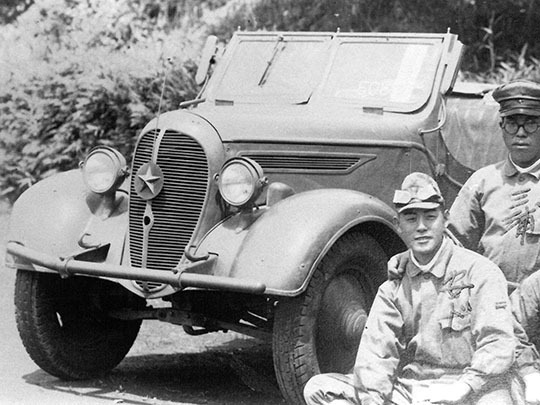
オランダ・ソーステルベルフ航空基地にて蘭国高度記録の更新に挑むフォッカー・C.V（英語版）(フーベルト・ヤン・マルガレーテ=ヴァン・アッシュ・バン・ヴェイク（オランダ語版）準男爵搭乗)のスターティング・ハンドルでの手動始動を試みる地上要員(1933年6月1日)。スターティング・ハンドルでクランクを直接回す形式である事が明瞭な映像である。なお、準男爵は6月8日にフォッカー・D.XVI（英語版）にて高度9,587メートルに到達し、蘭国新記録の樹立に成功した[79]。
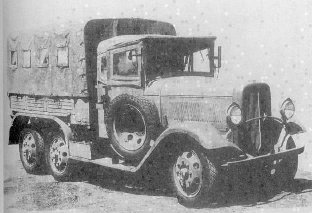
帝國陸軍の九五式小型乗用車。V型2気筒エンジンを搭載し、フロントグリル中央にスターティング・ハンドルの差し込み穴が開いていた。
- 帝國陸軍の九六式高射砲牽引車（英語版）。九四式六輪自動貨車を元にした砲兵トラクターであり、フロントグリル下部にスターティング・ハンドルの差し込み穴が開いていた。
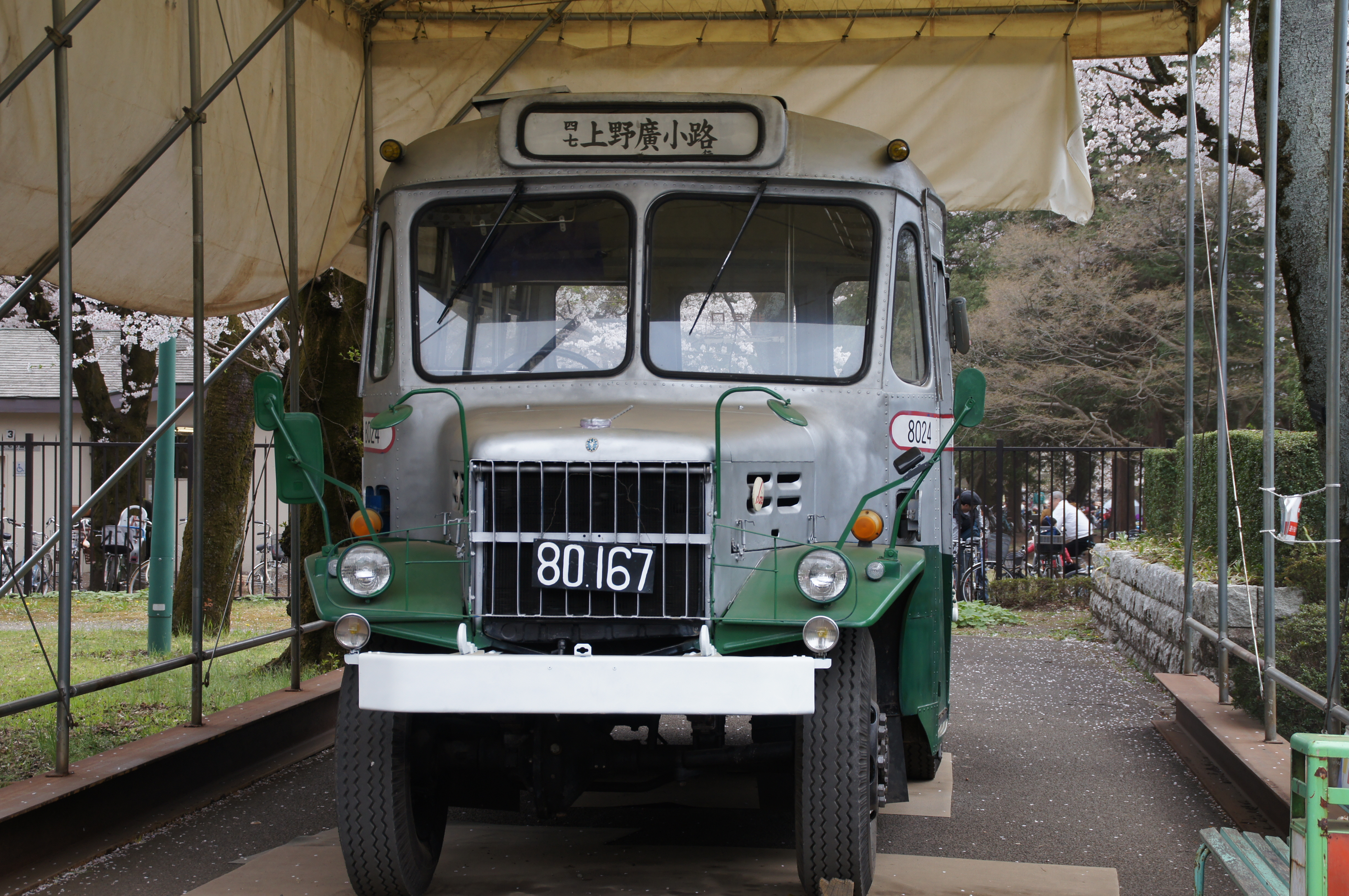
江戸東京たてもの園所蔵のいすゞ・TSD43型ボンネットバス。陸上自衛隊のTSD40型ボンネットトラックをベースにバスボディを架装したこの車種は1974年から1979年に掛けて製造されたが、この時点でもバンパーの上にスターティング・ハンドルの差し込み台座が残されていた。

## 消防

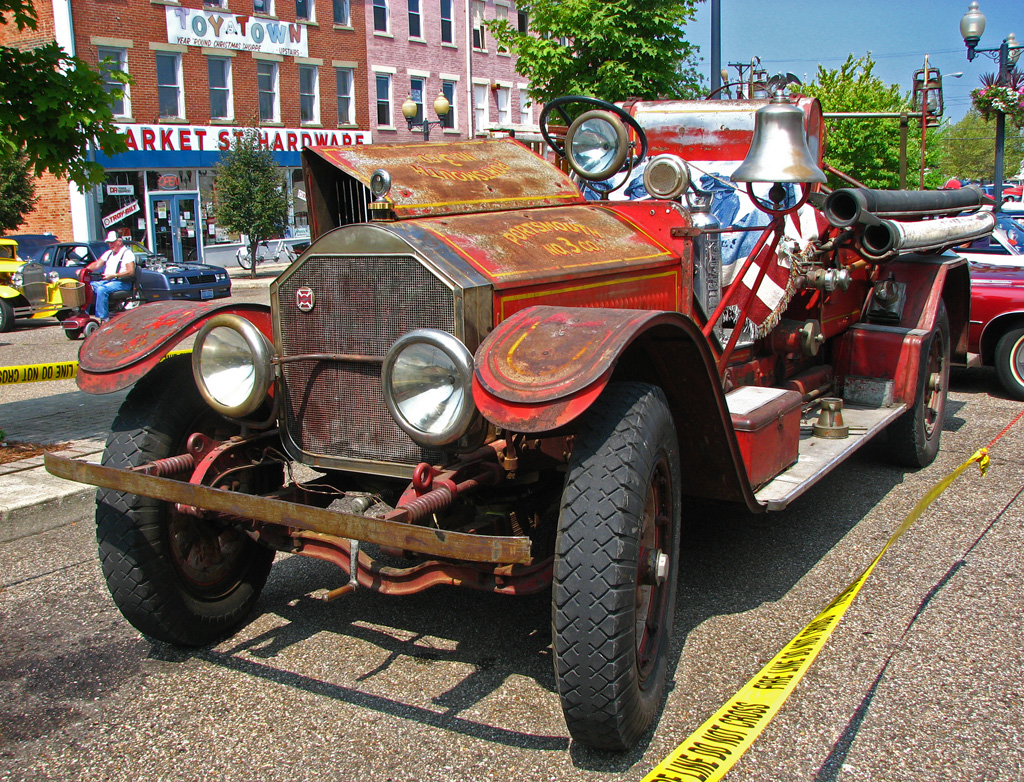
オハイオ州ポーツマスの消防署で用いられていたアメリカン・ラ・フランス製消防自動車。

1905年、アメリカのノックス・オートモーティブ・カンパニーがガソリンエンジンのトラックに消防ポンプを搭載する消防自動車を史上始めて開発して以降、それまで人力ピストン・ポンプや蒸気消防車などを配備していた世界各国の消防組織は、次々に自動車をベースとした消防車の導入を行った。明治維新以降、欧米の消防装置の導入による近代化を推し進めていた日本の消防署に於いてもそれは例外ではなく、1911年に大阪市がドイツ帝国からメルセデス・ベンツ製の消防ポンプ車を輸入したのを皮切りに、主要都市の多くで消防自動車の導入が進んでいった。自動車の歴史と同様に、戦前の消防車も大半はスターティング・ハンドルによる始動を行う車種であった。
日本の消防車は戦間期は日本ゼネラル・モータース等の米国系企業がノックダウン生産するアメリカ車、戦後はいすゞ・TXや日産・ファイアーパトロール、トヨタ・ジープBJ型などの、スターティング・ハンドルによる始動も可能な車種が配備される事が多く、消防本署から消防機材の払い下げを受ける地方の消防団に於いても、少なくとも1970年代に至るまでは消防士や消防団員の日常訓練の一環として、「緊急出動の際、セルモーターで始動できなかった場合に備えて、スターティング・ハンドルによる始動の演練を実施する」事が行われていた。火災発生時の即応性に直結しうる事項であるため、当時の消防隊員の間ではスターティング・ハンドルでの始動性が良好な車種の配備が切望されたという逸話も残されている。
また、1971年にシェブロンによりディーゼルエンジン用のマルチグレード・エンジンオイルが実用化されるまでは、ディーゼルエンジンのオイルの粘度(SAE粘度)は単一(シングルグレード)である事が当たり前であり、冬季には不寝番の消防署員が消防車のオイルパンの下を常時予熱しておかねばならず、スターティング・ハンドルによる手動始動と併せて、大変な労苦であった事が証言されている。なお、オイルパンの予熱という行為自体は戦前の帝國陸軍でも珍しいものではなく、厳冬期の満州に駐留する関東軍兵士や、戦後のシベリア抑留に遭遇した日本兵の間で、七輪や練炭を用いたトラックのオイルパン予熱が実施されていた事が証言されている。
電装系の信頼性向上と共に、エンジンオイルの改良なども進んでいき、1970年代以降はディーゼルエンジンの冷間始動性も大きく向上した為、こうした光景も過去のものとなっていったが、1970年代に製作された日本の映像作品で、消防署や消防隊員を題材としたものにはしばしば「スターティング・ハンドルによる消防車のエンジン始動」がテーマとなったものが存在しており、スターティング・ハンドルによるエンジンの始動が昭和40年代後半頃までの消防士の典型的な姿であった事が偲ばれる。
なお、ZiL製の旧ソ連軍の軍用トラックを転用した消防車を数多く運用していた東側諸国(旧共産圏の東欧)では、未だに日常訓練でスターティング・ハンドルによるエンジンの始動が行われている例も見受けられる。

### 写真集

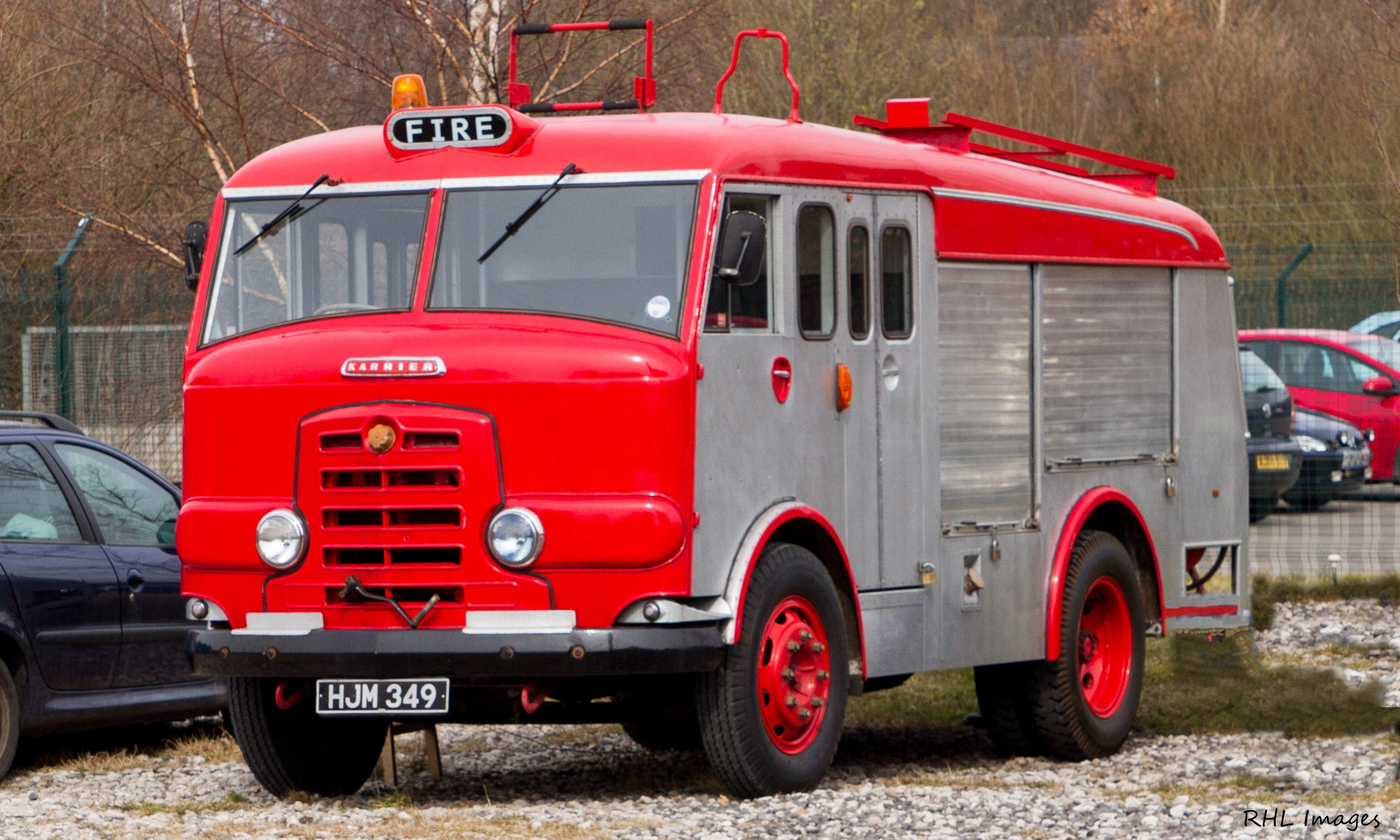
英国ウェストモーランド州（英語版）にて使用されていた1961年式キャリア（英語版）・ゲームコック水槽車。フロントグリルにスターティング・ハンドルが括り付けられている。
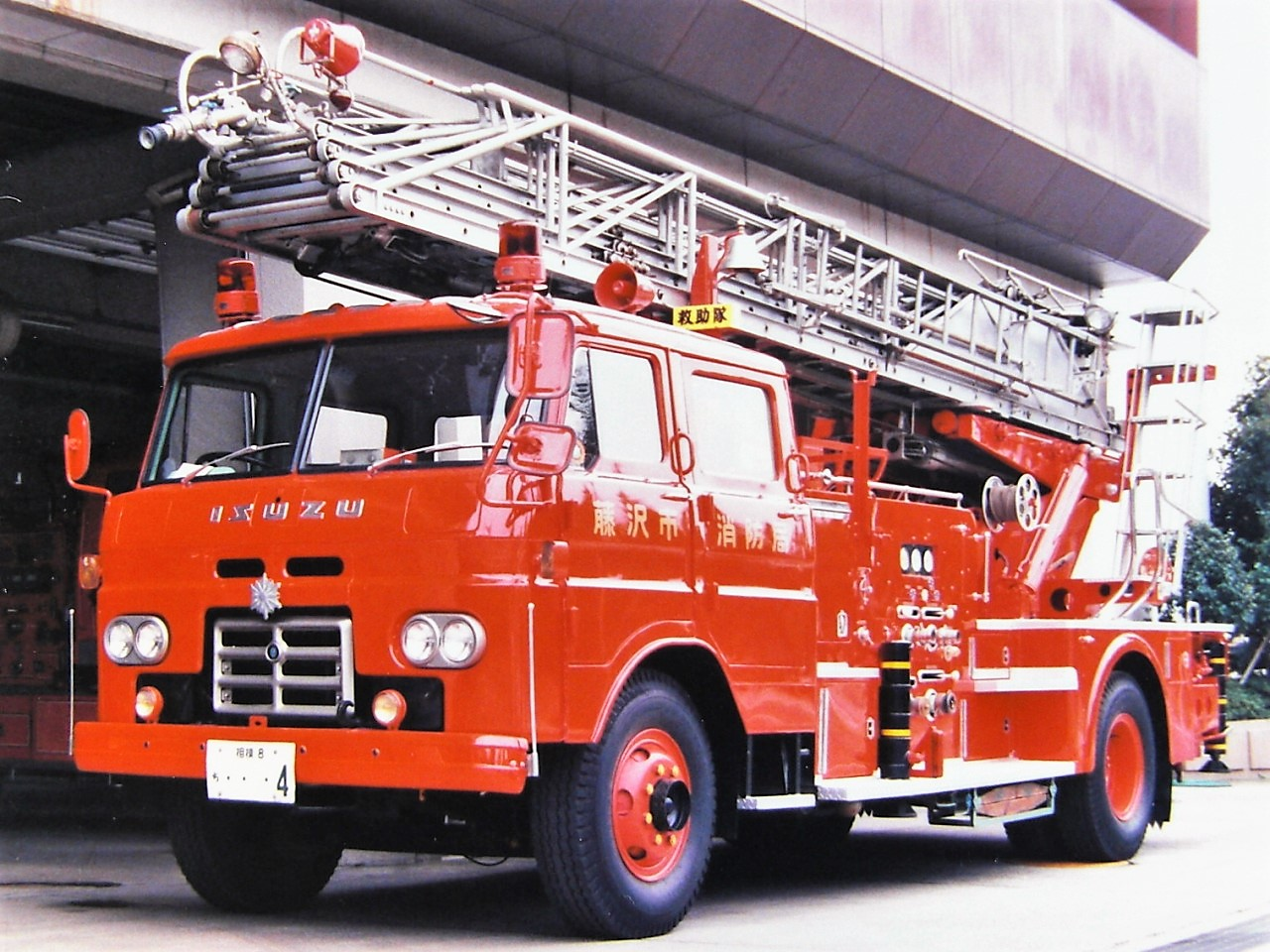
1966年式いすゞ・TD70E型梯子車。元藤沢市消防局所属車、ナンバープレートの上方にスターティング・ハンドルの差し込み穴が見られる。
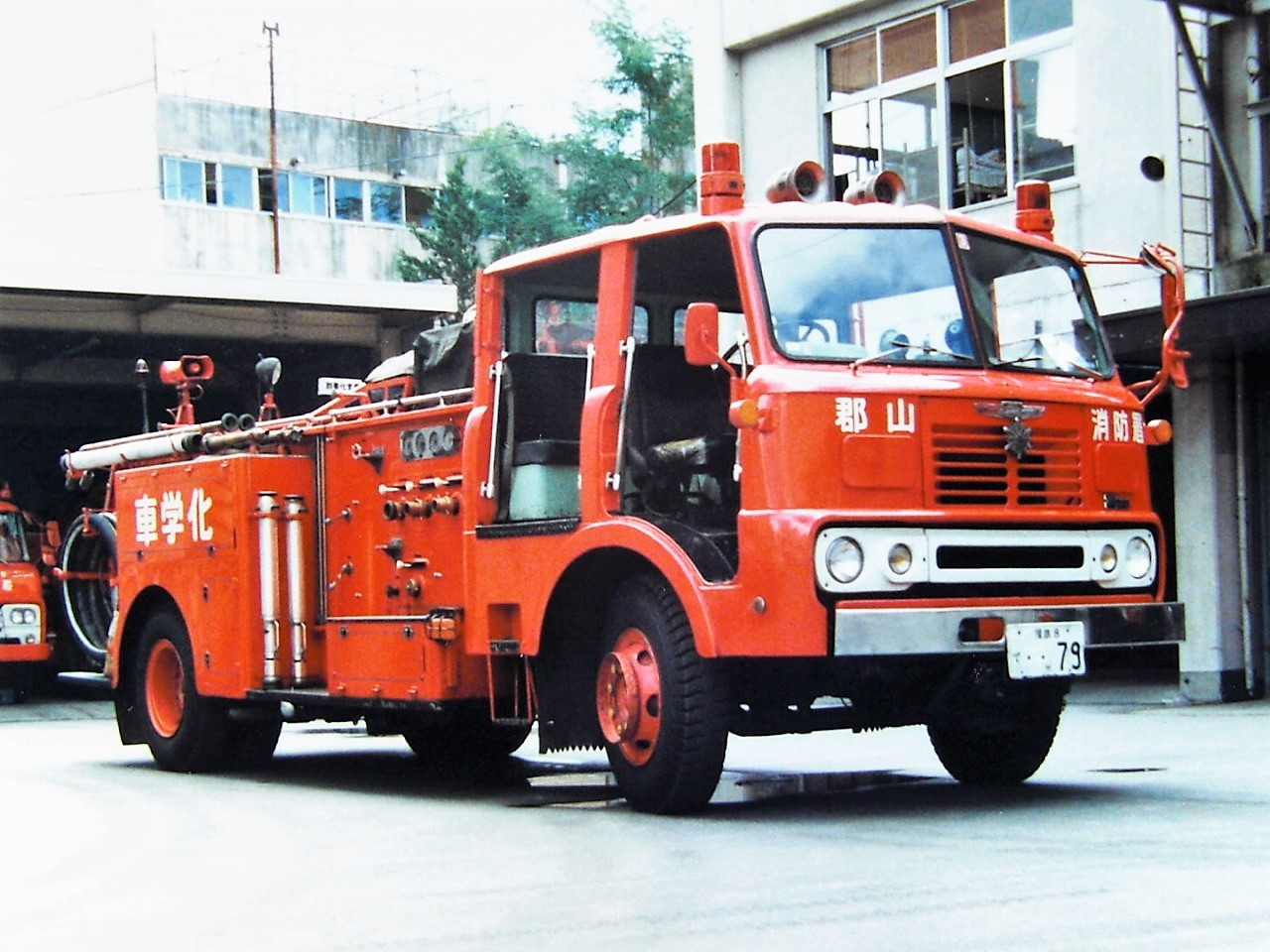
1968年式日野・TH80型化学消防車。元郡山消防署所属車、ナンバープレートの直上にスターティング・ハンドルの差し込み穴が見られる。
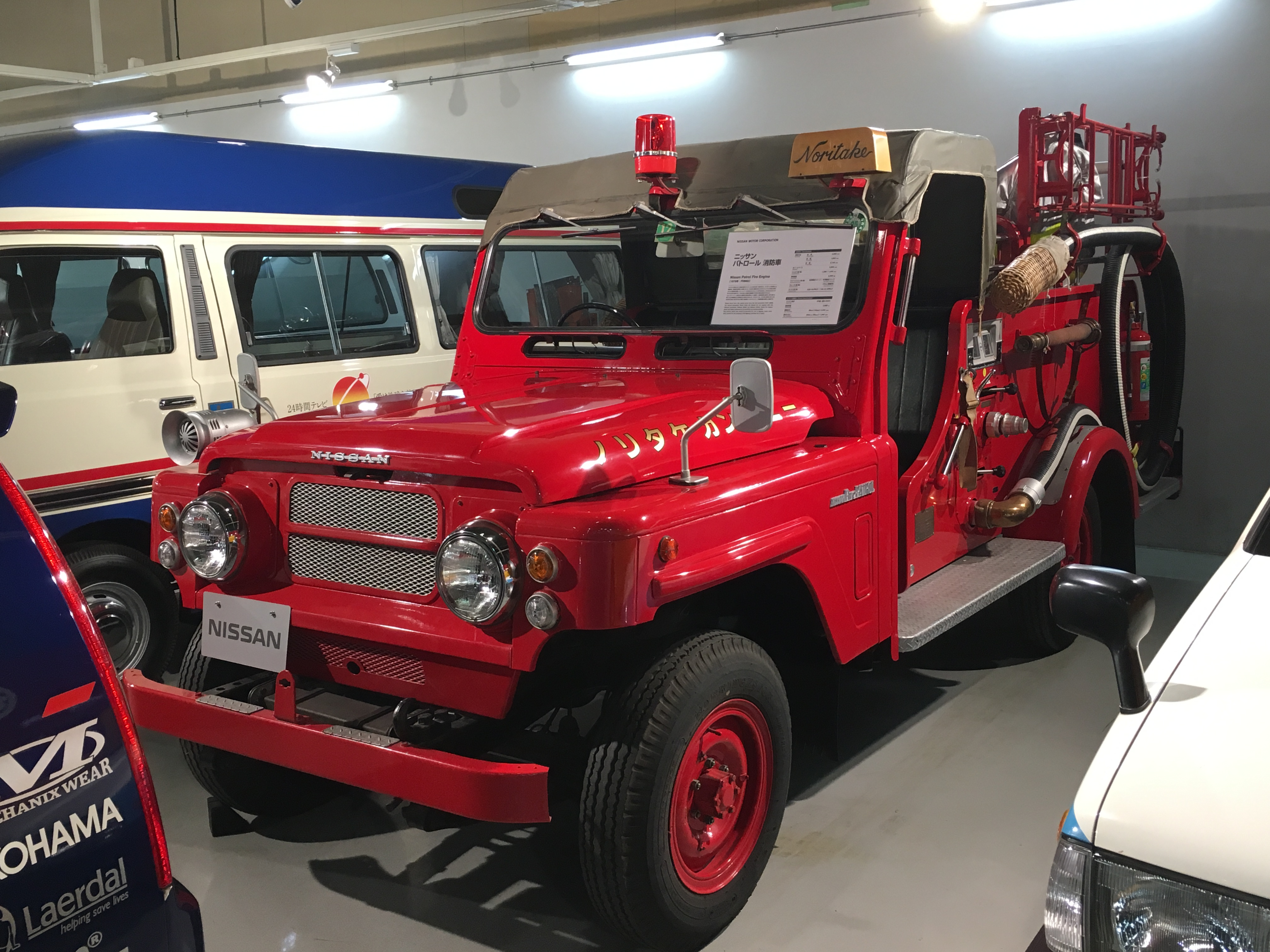
1978年式日産・ファイアーパトロール(FHN60型)。元ノリタケカンパニーリミテド社内消防車。日産ヘリテージ・コレクション所蔵[93]。バンパーとフロントグリルにスターティング・ハンドルの差し込み穴が見られる。
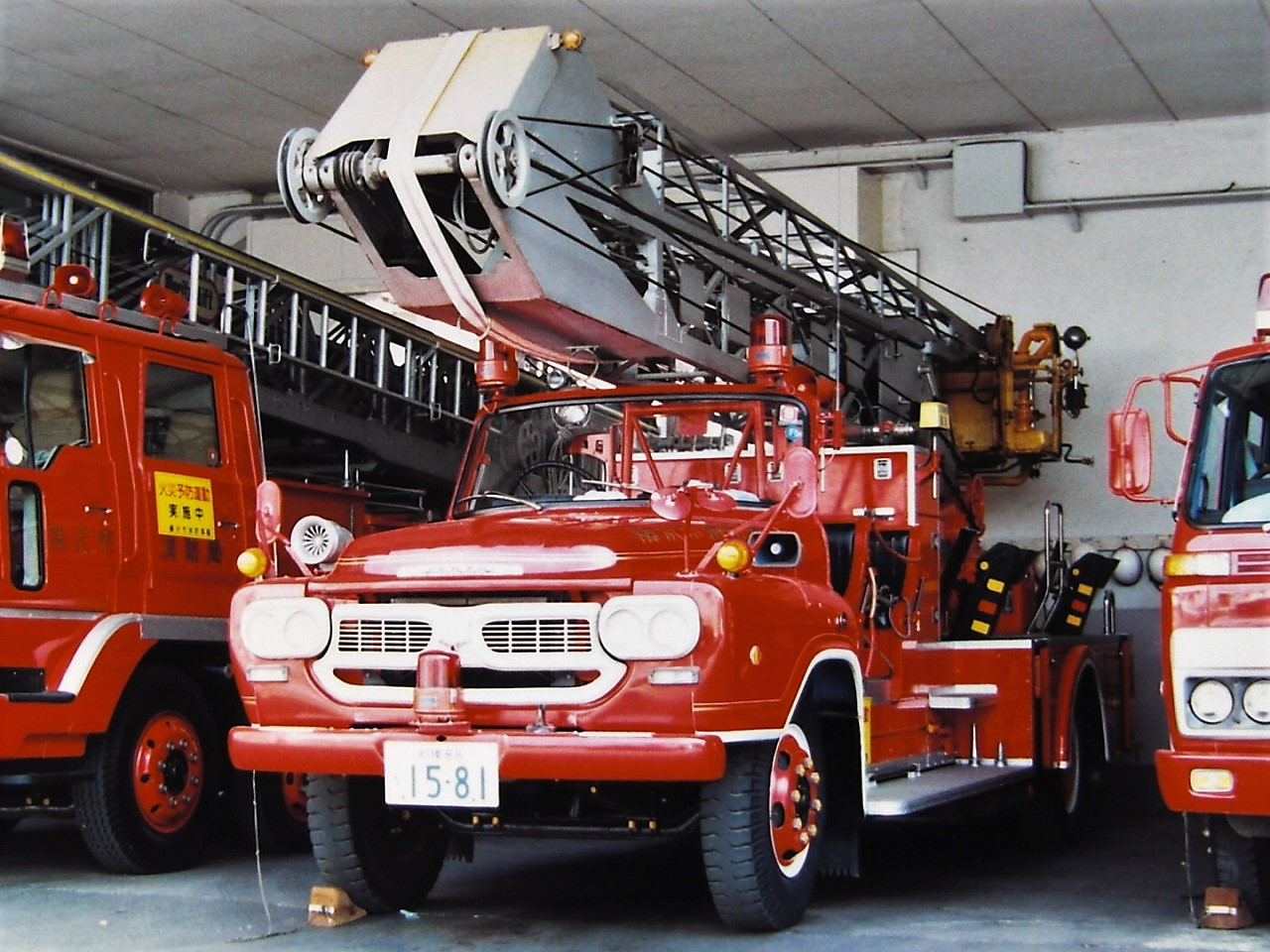
1979年式いすゞ・TXD53型梯子車。ボンネットトラックであったTXは、最終年式のこの車両までスターティング・ハンドルの差し込み穴が設けられていた。
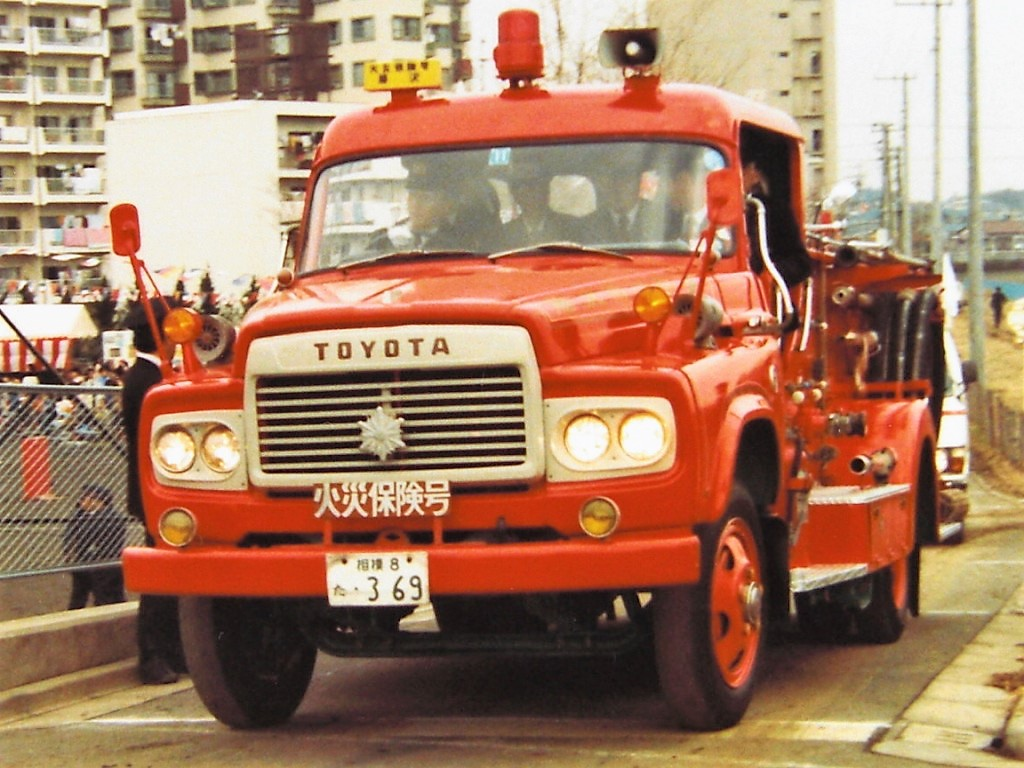
トヨタ・DA100型消防車。元藤沢市消防局所属火災保険号。ナンバープレートの上方にスターティング・ハンドルの差し込み穴が見られる。
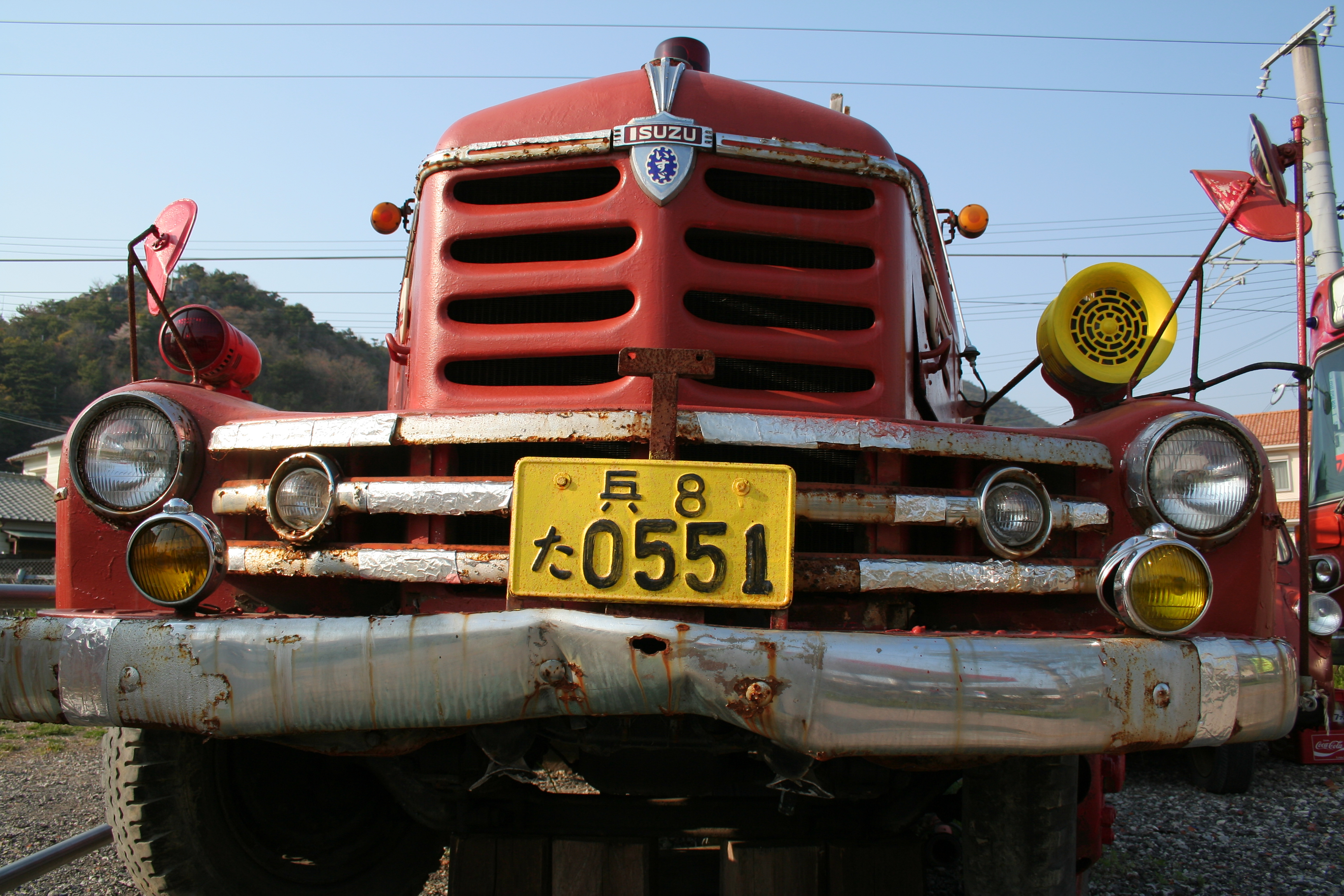
1959年式いすゞ・TX431型消防車(吉谷機械製作所艤装)[94][95]。バンパーにスターティング・ハンドルの差し込み穴が見られる。
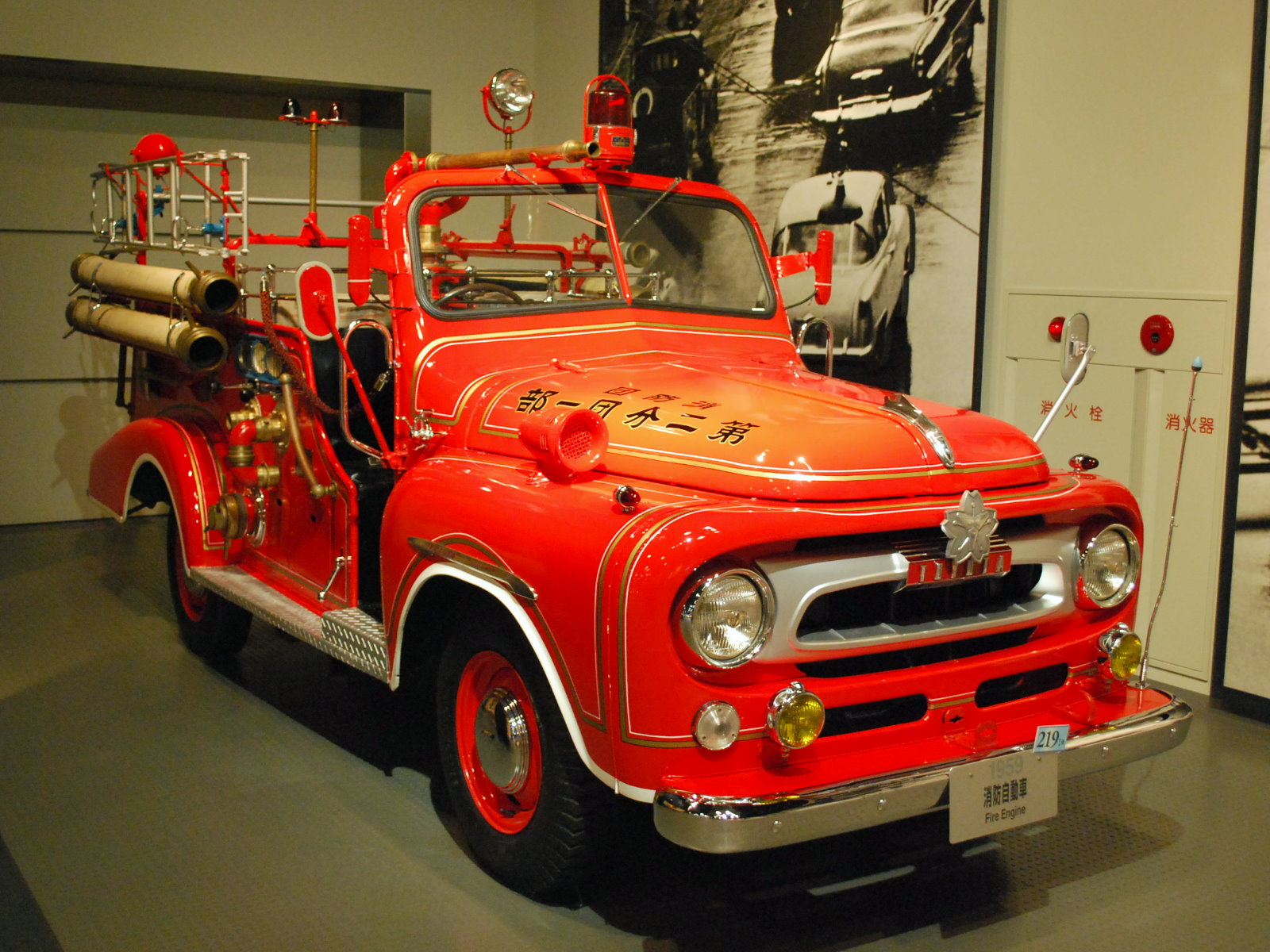
1959年式トヨタ・FH24型消防車。トヨタ博物館所蔵[96]。消防団で使用されていた事が多かったこの車両も、バンパーとフロントグリルにスターティング・ハンドルの差し込み穴が見られる。

## 船舶
船舶に於いては、水上で万が一セルモーターや空気始動装置といった正規の始動装置を用いたエンジンの始動が行えなくなった場合、そのまま漂流などの海難事故に直結する恐れがあるため、人力でクランクシャフトを回す事が可能な程度の排気量の船外機や船内外機を備えた小型の動力船艇や和船、船内機を搭載したモーターヨットなどでは、リコイル・スターターやロープ・スターター、或いはスターティング・ハンドルといった人力での始動手段が提供されている事が多い。
ガソリンエンジン、ディーゼルエンジン共にスターティング・ハンドルでの始動は、車両におけるスターティング・ハンドルでの操作手順（前述）に準ずるが、船舶のみの特殊事情としては、ディーゼルエンジンの場合油水分離器 (船舶)の排水作業や、荒天時の燃料タンクの横揺れにより燃料系統にエア噛みを起こす可能性が高いため、スターティング・ハンドルでの始動が必要となった際には、念のため燃料系統のエア抜きも実施しておく事が望ましい。また、潤滑油の油圧が不足している場合もエンジンが始動できない構造となっている事が多いのにも留意が必要である。

## 鉄道

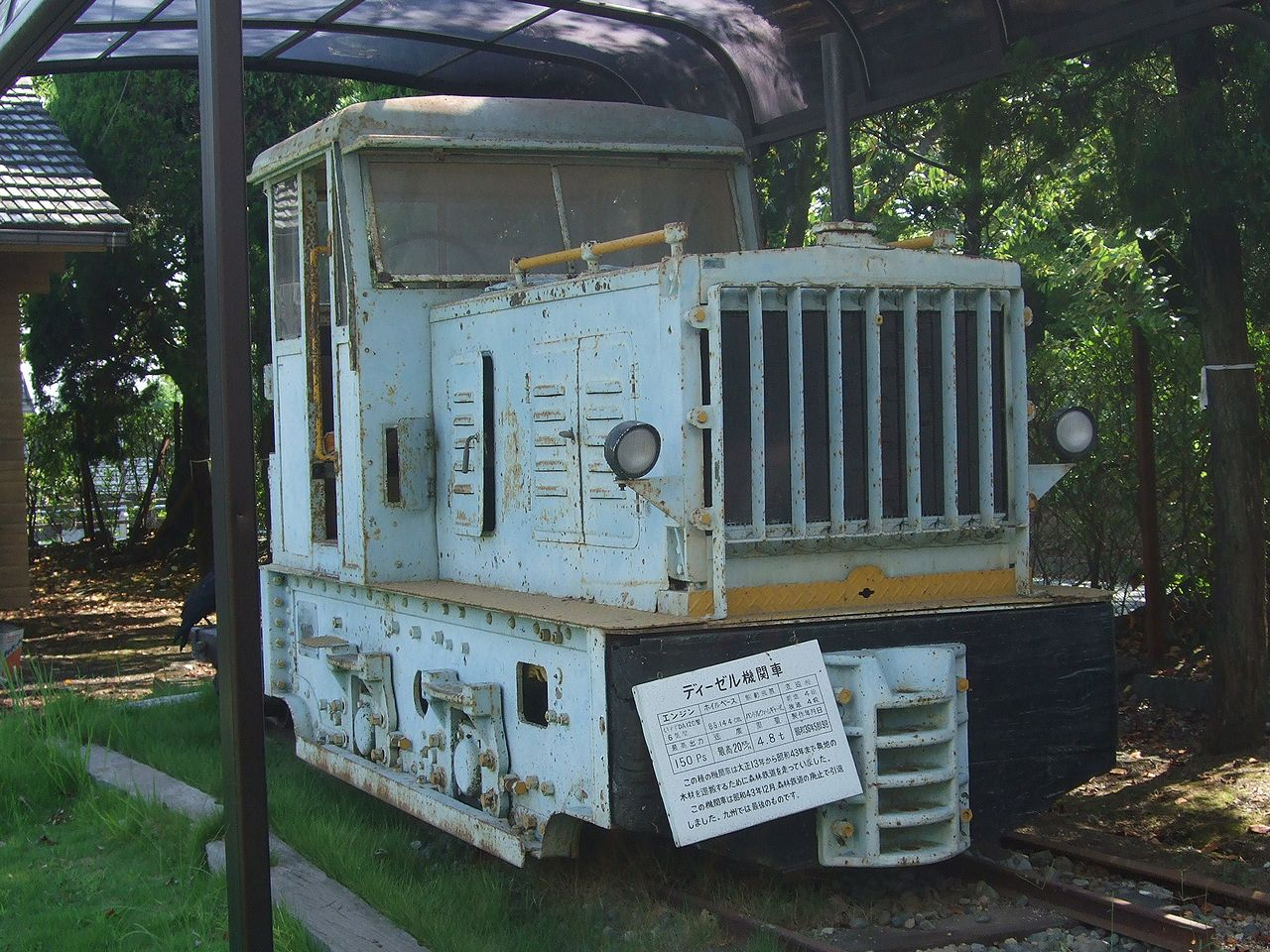
内大臣森林鉄道で使用されていた1961年式野村組工作所(現・新高知重工)式4.8tディーゼル機関車(監物台樹木園所蔵)。フロントグリル下にスターティング・ハンドルの差し込み穴が設けられている。

鉄道では内燃機関を搭載する気動車が広まり始めた1920年代は、既に自動車ではセルモーターへの移行が進んでいた時期であり、自動車と比べても排気量が非常に大きな事から、日本国有鉄道で国産化が行われたガソリン機関車ではセルモーター、ディーゼル機関車では空気始動装置が装備される事が一般的であった。
しかし、森林鉄道などの軽便鉄道ではスターティング・ハンドルを用いて始動を行う小型の気動車が1960年代までは珍しい存在ではなく、第二次世界大戦中のオークニー諸島に収容されたイタリア人捕虜により建設されたイタリアン・チャペルの記録では、一人のイタリア人捕虜が軽便鉄道のディーゼル機関車をスターティング・ハンドルにより始動を試みたところキックバックが発生、頭部にハンドルが直撃して頭蓋骨を骨折し、島内の病院に救急搬送されるも治療の甲斐無く死亡したという事故事例が報告されている。